# Montélimar
Ne doit pas être confondu avec Montbéliard.
Montélimar est une commune du Sud-Est de la France dans le département de la Drôme, en région Auvergne-Rhône-Alpes, entre Valence et Avignon.
Historiquement, la ville se rattache au Dauphiné. Avec 40 356 habitants recensés en 2022, Montélimar est la deuxième ville la plus peuplée de la Drôme après Valence.
Ses habitants sont dénommés les Montiliens et Montiliennes.

## Géographie

Représentations cartographiques de la commune
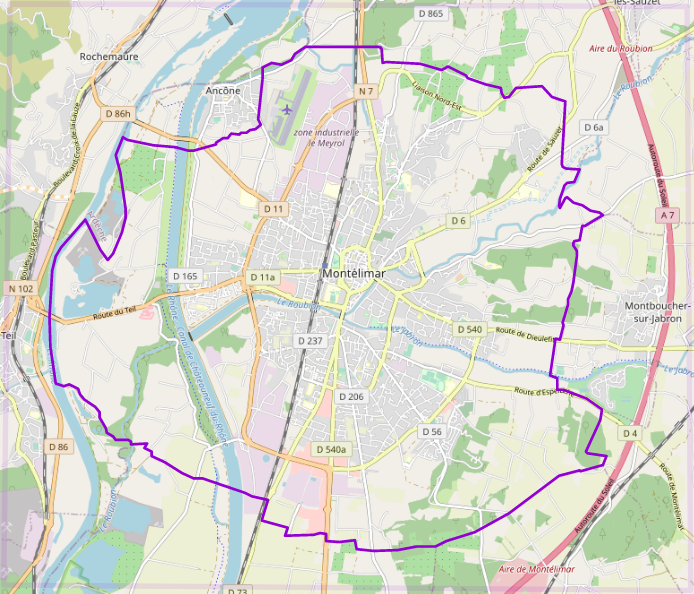
Carte OpenStreetMap
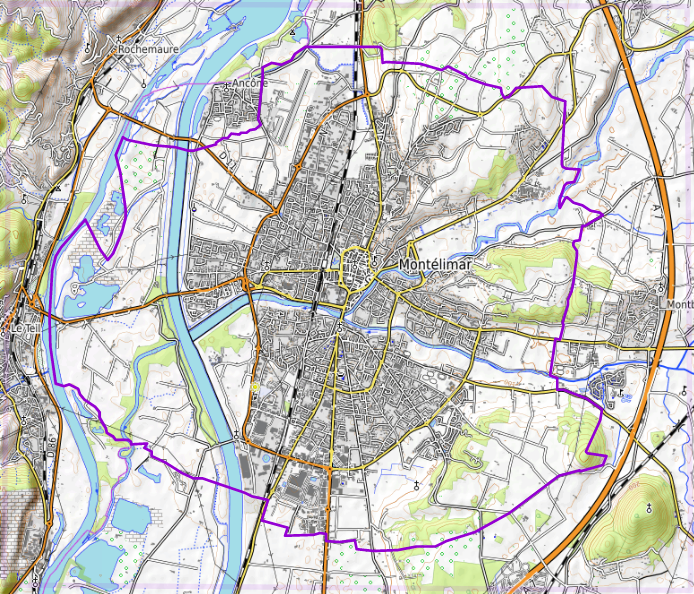
Carte topographique

### Localisation
La commune de Montélimar est située à environ 43 kilomètres au sud de Valence (préfecture).

### Communes limitrophes
Les communes limitrophes sont Rochemaure, Le Teil, Allan, Ancône, Châteauneuf-du-Rhône, Espeluche, Montboucher-sur-Jabron, Sauzet et Savasse.

### Relief et géologie
La superficie de la commune est de 4 681 ha (46,81 km2) ; son altitude varie entre 56 et 213 m. Le point le plus haut de la commune est situé à l'est-sud-est du centre-ville, en bordure de commune, à proximité du plateau de Bondonneau.
La commune est située sur les promontoires de Géry et de Narbonne d'où l'on pouvait contrôler, à cet endroit, toute la plaine de la vallée du Rhône[réf. nécessaire].
Sites particuliers :
- la Gardette (213 m)[3] ;
- Plateau de Bondonneau[3] ;
- Plateau de Géry[3] ;
- Plateau de Narbonne[3].

### Hydrographie

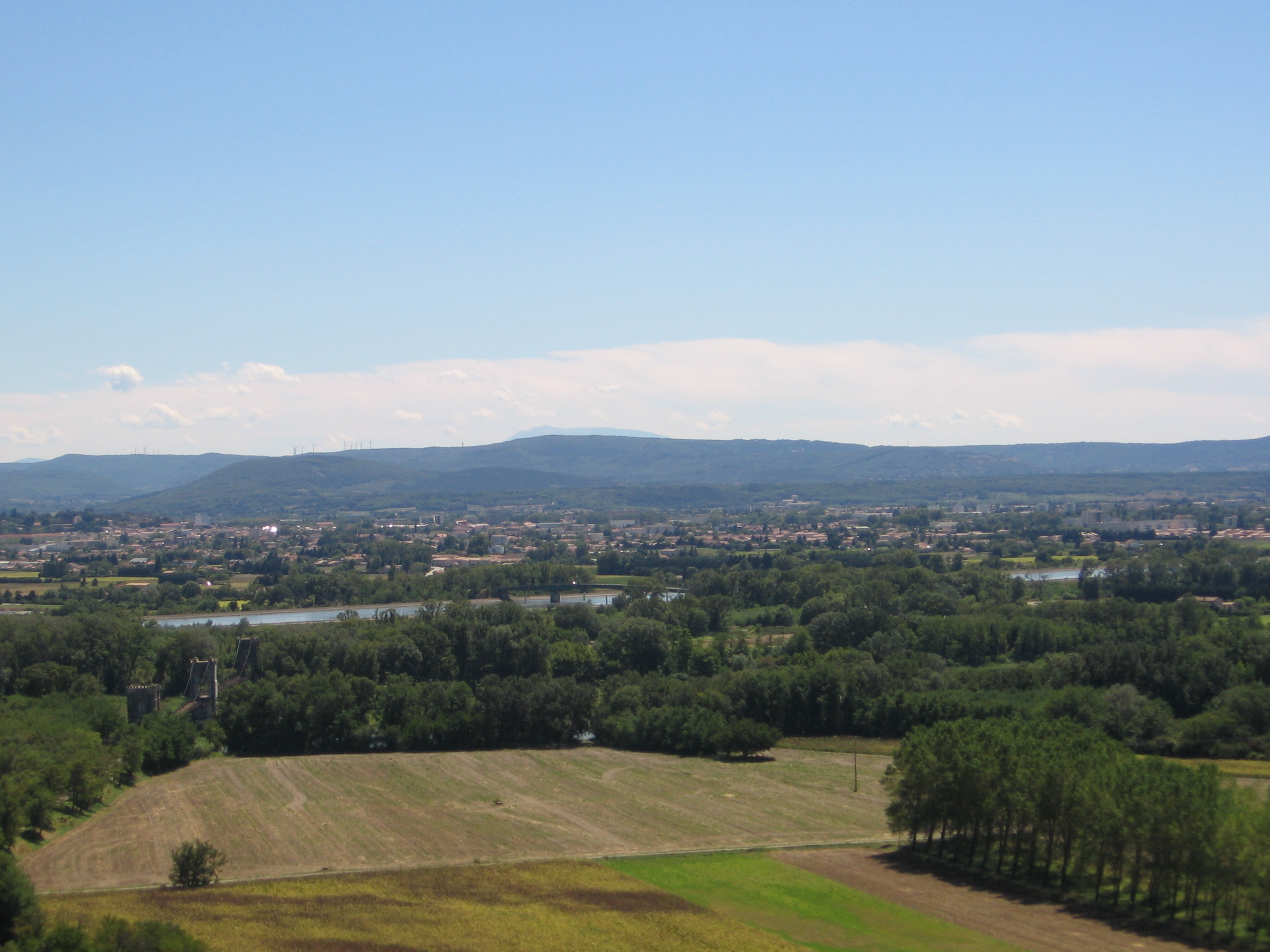
Montélimar et le Rhône.

Le bassin de Montélimar s'étend du défilé de Cruas-Meysse au nord jusqu'au défilé de Donzère au sud et sur la plaine de la Valdaine et ses contreforts.
La commune est arrosée par les cours d'eau suivants :
- le fleuve Rhône et son canal de dérivation[3] ;
- le Roubion, affluent du Rhône[3] ;
- le Jabron, affluent du Roubion[3] ;
- le Manson, affluent du Roubion[3] ;
- le Meyrol[4].

### Climat
Pour des articles plus généraux, voir Climat d'Auvergne-Rhône-Alpes et Climat de la Drôme.
En 2010, le climat de la commune est de type climat méditerranéen franc, selon une étude du CNRS s'appuyant sur une série de données couvrant la période 1971-2000. En 2020, Météo-France publie une typologie des climats de la France métropolitaine dans laquelle la commune est exposée à un climat méditerranéen et est dans la région climatique  Provence, Languedoc-Roussillon, caractérisée par une pluviométrie faible en été, un très bon ensoleillement (2 600 h/an), un été chaud (21,5 °C), un air très sec en été, sec en toutes saisons, des vents forts (fréquence de 40 à 50 % de vents > 5 m/s) et peu de brouillards.
Pour la période 1971-2000, la température annuelle moyenne est de 13,4 °C, avec une amplitude thermique annuelle de 18,1 °C. Le cumul annuel moyen de précipitations est de 873 mm, avec 6,5 jours de précipitations en janvier et 4 jours en juillet. Pour la période 1991-2020, la température moyenne annuelle observée sur la station météorologique installée dans la commune est de 14,2 °C et le cumul annuel moyen de précipitations est de 919,5 mm,. Pour l'avenir, les paramètres climatiques de la commune estimés pour 2050 selon différents scénarios d'émission de gaz à effet de serre sont consultables sur un site dédié publié par Météo-France en novembre 2022.
| Mois                                  | jan.             | fév.            | mars            | avril           | mai             | juin           | jui.           | août           | sep.            | oct.            | nov.            | déc.             | année      |
| ------------------------------------- | ---------------- | --------------- | --------------- | --------------- | --------------- | -------------- | -------------- | -------------- | --------------- | --------------- | --------------- | ---------------- | ---------- |
| Température minimale moyenne (°C)     | 2,6              | 2,7             | 5,3             | 7,8             | 11,6            | 15,4           | 17,6           | 17,4           | 13,9            | 10,7            | 6,3             | 3,4              | 9,6        |
| Température moyenne (°C)              | 5,7              | 6,6             | 10,2            | 13,1            | 17,1            | 21,1           | 23,7           | 23,5           | 19,2            | 14,8            | 9,5             | 6,2              | 14,2       |
| Température maximale moyenne (°C)     | 8,8              | 10,5            | 15,1            | 18,3            | 22,5            | 26,9           | 29,8           | 29,6           | 24,4            | 18,9            | 12,8            | 9,1              | 18,9       |
| Record de froid (°C) date du record   | −14,4 05.01.1971 | −17 23.02.1948  | −7,4 02.03.05   | −3,1 06.04.1970 | −1,8 02.05.1938 | 3,5 03.06.1926 | 7,5 06.07.1954 | 5,6 21.08.1924 | 0,5 25.09.1928  | −1,6 30.10.1932 | −10 12.11.1921  | −17,2 22.12.1938 | −17,2 1938 |
| Record de chaleur (°C) date du record | 19,3 10.01.15    | 22,4 23.02.1990 | 26,4 25.03.1994 | 30,6 23.04.1924 | 34 21.05.22     | 40,3 27.06.19  | 40 23.07.1929  | 41,1 13.08.03  | 36,2 09.09.1966 | 30,6 09.10.23   | 26,4 02.11.1924 | 19,9 04.12.1961  | 41,1 2003  |
| Ensoleillement (h)                    | 106,6            | 135,8           | 199,9           | 218,7           | 260,2           | 299,7          | 330,4          | 298,6          | 231,2           | 155,9           | 109,7           | 94,5             | 2 441,1    |
| Précipitations (mm)                   | 68,7             | 42,5            | 49              | 74,4            | 77,7            | 56,5           | 55,1           | 56,3           | 115,9           | 133             | 128,7           | 61,7             | 919,5      |

## Urbanisme

### Typologie
Au 1er janvier 2024, Montélimar est catégorisée centre urbain intermédiaire, selon la nouvelle grille communale de densité à 7 niveaux définie par l'Insee en 2022.
Elle appartient à l'unité urbaine de Montélimar, une agglomération inter-départementale dont elle est ville-centre,. Par ailleurs la commune fait partie de l'aire d'attraction de Montélimar, dont elle est la commune-centre,. Cette aire, qui regroupe 45 communes, est catégorisée dans les aires de 50 000 à moins de 200 000 habitants,.

### Occupation des sols

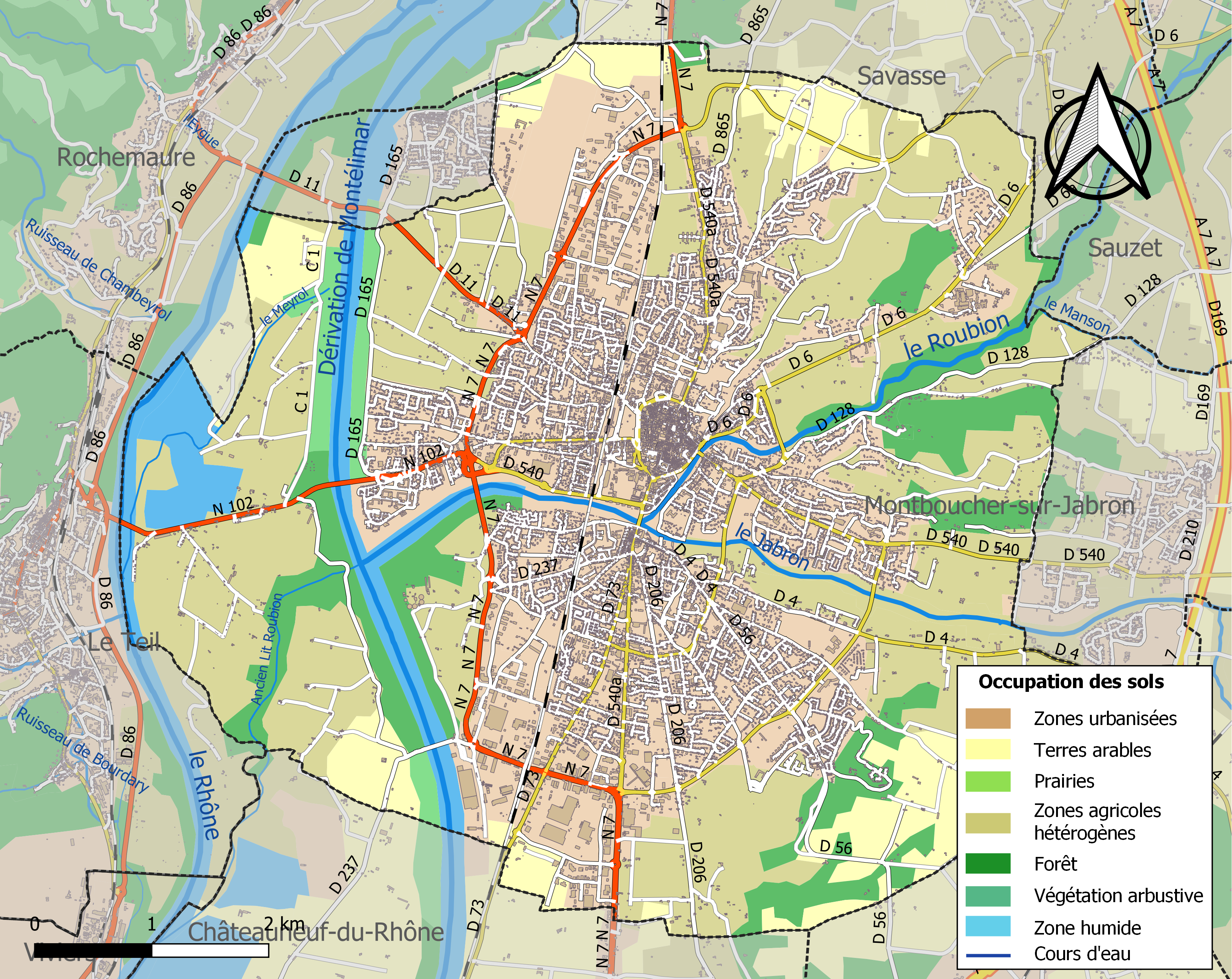
Carte des infrastructures et de l'occupation des sols de la commune en 2018 (CLC).

L'occupation des sols de la commune, telle qu'elle ressort de la base de données européenne d’occupation biophysique des sols Corine Land Cover (CLC), est marquée par l'importance des territoires agricoles (44,2 % en 2018), en diminution par rapport à 1990 (55,3 %). La répartition détaillée en 2018 est la suivante : zones agricoles hétérogènes (35,4 %), zones urbanisées (28,2 %), zones industrielles ou commerciales et réseaux de communication (10,1 %), forêts (10,1 %), terres arables (6,1 %), eaux continentales (4,6 %), cultures permanentes (2,7 %), milieux à végétation arbustive et/ou herbacée (1,6 %), espaces verts artificialisés, non agricoles (1,2 %). L'évolution de l’occupation des sols de la commune et de ses infrastructures peut être observée sur les différentes représentations cartographiques du territoire : la carte de Cassini (XVIIIe siècle), la carte d'état-major (1820-1866) et les cartes ou photos aériennes de l'IGN pour la période actuelle (1950 à aujourd'hui).

### Morphologie urbaine
La ville a un plan classique de ville gallo-romaine, avec un axe nord-sud (le Cardo), anciennement Grand'rue et aujourd'hui appelé rue Pierre-Julien (en l'honneur de Pierre Julien, résistant de la Seconde Guerre mondiale), croisé au centre de la ville par l'axe est-ouest (le Decumanus), l'actuelle rue Saint-Gaucher prolongée par la rue Montant-au-Château. À la croisée de ces deux axes principaux, on trouvait généralement, dans les villes romaines, le forum, haut lieu de la vie économique de la cité.

Par la suite, autour de ces deux axes d'origine romaine, la ville s'est construite selon un plan circulaire typique du Moyen Âge. Le plan du centre-ville ressemble donc à une cible : un cercle barré d'une croix, et un point de croisement au milieu. Le pourtour circulaire extérieur de la ville, calqué sur le tracé des anciens remparts est constitué des boulevards Aristide-Briand, Marre-Desmarais, Meynot et du Fust (ce dernier est communément appelé Allées provençales).

#### Quartiers, hameaux et lieux-dits
Site Géoportail (carte IGN) :
- Abbaye de Maubec
- Aérodrome de Montélimar-Ancône
- Aizac
- Andreau
- Audibert
- Baconnier
- Bagatelle
- Bardy
- Base de Loisirs de Montmeillan
- Bauthéac
- Bavière
- Beaulieu
- Beausseret
- Belle Barbe
- Bellevue
- Benoît
- Bérard
- Bernard
- Bignet
- Bith
- Boiron (est)
- Boiron (ouest)
- Cabiac
- Chalamet
- Charreyre
- Château Chalas
- Château de Ruas
- Château des Adhémar
- Château Milan
- Château Morin
- Cheynet
- Chomillac
- Combe
- Courtial
- Couvent Combier
- Croze
- Darnaud
- Dromette
- Espoulette
- Feutrier
- Forquet
- Fortuneau
- Fournet
- Géry
- Giraud
- Gournier
- Grand Pélican
- Higonnet
- Hylaire
- Île de la Conférence
- Jarniac
- la Biolle
- la Chapelle
- la Chapellerie
- la Colombière
- la Combe Bernardine
- Lafaye
- la Faye
- la Feuillade
- la Gondole
- la Manche
- la Mourgatte
- la Nitrière
- la Petite Reine
- la Rochelle
- le Bois de Laud
- le Bois de Lion
- le Bouquet
- le Chazalon
- le Chemin de la Dame
- le Chemin de Pascal
- le Martinet
- le Meyrol
- le Midi
- le Moulin
- le Pavillon
- le Perchoir
- le Plan
- le Ponton
- les Alexis
- les Baumes
- les Blaches du Levant
- les Cèdres
- les Champs
- les Clées
- les Colonnes
- les Combes
- les Esprats
- les Gardes
- les Grands Saillans
- les Grèzes
- les Léonards
- les Marguerites
- les Méyères
- les Petits Saillans
- les Robinettes
- les Routes
- les Travailleurs
- les Tuiliers
- Lourcy
- l'Ubac
- Magnon
- Margerie
- Marlin
- Maubec
- Maupas
- Mazoyer
- Méo
- Michel
- Monbet
- Montlouis
- Montmartel
- Naud
- Nocaze
- Novézan
- Ogier
- Olivier
- Palaprat
- Pélican
- Petit Froment
- Piaux
- Pierre Brune
- Pont Bir Hakeim
- Pont Rouge
- Pouloumard
- Pracomtal
- Pradier
- Ravaly
- Reboul
- Redondon
- Richard
- Riou
- Rippert
- Roux
- Russier
- Ruti
- Saint-James
- Saint-Joseph
- Saint-Prix
- Saint-Roch
- Sarda la Dame
- Simon
- Teyssier
- Valentin
- Valette
- Vallier
- Vergier (est)
- Vergier (ouest)
- Villeneuve
- Villepré

Anciens quartiers, hameaux et lieux-dits :
- Andrau est un quartier attesté en 1891. Il avait été dénommé Andro (plan cadastral)[17].

### Logement
En 1999, le nombre total de logements dans la commune était de 10 029. En 2009, il est de 10 500.
Parmi ces logements, 95,8 % sont des résidences principales, 1,3 % des résidences secondaires et 2,9 % des logements vacants. 53,7 % d'entre eux sont des maisons individuelles et 45,2 % des appartements.
La proportion des résidences principales est de 49,4 %, en hausse par rapport à 1999 (45,4 %). La part de logements HLM loués vides est de 13,8 contre 16,7, leur nombre étant quasiment inchangé 2 217 contre 2 221(.

### Projets d'aménagement
À partir de 2001, sous l'impulsion du maire Franck Reynier, de vastes projets d'aménagement de zones commerciales ont été lancés. La ville s'est notamment dotée de deux zones artisanales, au nord et au sud.

### Voies de communications et transports
La commune est située dans la vallée du Rhône, ce qui lui permet un accès facile à de nombreuses infrastructures.

#### Réseau routier
Les routes nationales 7 et 102 traversent la commune.

Les routes départementales 6, 56, 73, 237, 540 et 540A convergent toutes vers le centre-ville.
Montélimar est située à l'intersection de la route nationale 7 (Lyon-Valence / Avignon-Aix) et de la route nationale 102 (Aubenas, Le Puy-en-Velay, Clermont-Ferrand), une des principales voies de traversée du Massif Central. La première a fortement marqué la ville, que ce soit par les fameux « bouchons » dans les années 1960 ou par l'emballage des traditionnels nougats dans une boîte en forme de borne kilométrique « N7 ». L'ouverture d'une déviation poids lourds (plus tard intégrée dans la RN 7) et de l'autoroute A7 vers 1968 a permis de réduire sensiblement les encombrements.
Bien que ne traversant pas la commune, l'autoroute la plus proche est l'autoroute A7, à l'est. Les deux péages les plus proches sont ceux appelés Montélimar-Nord (sortie 17, aux Tourrettes) et Montélimar-Sud (no 18, à Malataverne).

#### Réseau ferroviaire
Montélimar dispose d'une gare SNCF, baptisée gare de Montélimar. Jusqu'à l'arrivée des TGV dans la vallée du Rhône, certains trains rapides s'y arrêtaient.

Depuis la mise en place de la desserte par TGV, ce sont quatre allers-retours quotidiens vers Paris qui sont assurés. La mise en service de la ligne TGV Méditerranée en juin 2001 a vu naître une desserte spécifique à la vallée du Rhône, desservant Valence-Ville, Montélimar, Orange, Avignon-Centre, Arles et Miramas. Les TGV pour Marseille et Montpellier circulent maintenant sur une voie dédiée à quelques kilomètres à l'est de la ville[réf. nécessaire].
La gare de Montélimar est desservie par de nombreux trains TER et propose des dessertes régulières vers Avignon au sud, Valence puis Lyon au nord. Six à huit fois par jour, la ville est également reliée par train à l'aéroport Marseille-Provence et à Marseille grâce à la relation interrégionale (Lyon)-Valence-Avignon-Marseille.

La gare de Valence-Ville assure les trajets vers les deux gares de Grenoble (Grenoble et Grenoble-Universités-Gières, cette dernière donnant un accès direct aux universités pour les étudiants de la région de Montélimar) puis celles d'Annecy et Genève.

#### Transports fluviaux
La ville est située à proximité du Rhône. La dérivation de Montélimar, construite à la fin des années 1950 entre Rochemaure et Châteauneuf-du-Rhône, a contribué à la navigabilité du Rhône.

Un quai a été établi le long du canal mais l'utilisation de la voie d'eau au départ ou à l'arrivée de Montélimar reste faible[réf. nécessaire].

#### Transports aériens
L'aérodrome de Montélimar-Ancône est situé au nord-ouest de la commune. Il est connu pour son musée européen de l'aviation de chasse et sa grande activité ULM avec notamment le premier centre ULM de France et le deuxième constructeur mondial d'ULM pendulaire : DTA[réf. nécessaire].
La commune dispose aussi d'un héliport (nord-est).

#### Transports en commun
Depuis 1988, un réseau de transports urbains s'est développé progressivement. En 2021, le réseau, nommé Montélibus, est composé de 37 lignes urbaines desservant les principales zones et quartiers de la ville.
La commune est également desservie par les autocars départementaux (SRADDA).

### Risques naturels et technologiques

#### Inondation
Les risques naturels les plus importants auxquels est soumise la commune sont essentiellement liés aux inondations du Rhône (la dernière crue de très grande amplitude date de 1856), du Roubion et du Jabron.

#### Sismicité
Le 11 novembre 2019, la commune a ressenti un séisme de magnitude 5,4 dont l'épicentre était localisé en Ardèche. Ce séisme s'est produit sur une faille sismique non répertoriée et a été ressenti de Lyon à Montpellier ; c'est le tremblement de terre le plus puissant survenu dans la région depuis cinquante ans et en France depuis celui de Saint-Dié dans les Vosges en 2003. Quatre personnes sont blessées mais il n'y a pas eu de dégâts majeurs[réf. nécessaire].

#### Risques technologiques
La ville de Montélimar se situe entre deux centrales nucléaires, celle de Cruas distante de 10 km au nord, et celle du Tricastin à 30 km au sud. Elle est donc fortement concernée par un risque majeur d'accident nucléaire sur l'un de ces deux sites.

## Toponymie
Au début du XIe siècle, la famille Adhémar de Monteil s'implante dans la région, et construit un château afin de diriger ses possessions. Une ville s'installe autour du palais, et la localité prend le nom de Monteil-Adhémar. À l'usage, le nom finira par se contracter et devenir Montélimar.
En provençal, la ville est dénommée Mountelimar [muⁿteliˈmar] selon la graphie mistralienne,. Le dialecte local est le vivaro-alpin.

### Attestations
Dictionnaire topographique du département de la Drôme :
- 1157 : castrum Montilisii (Gall. christ., XVI, 104).
- 1175 : Montilium (chartes de Bonlieu).
- 1183 : ecclesias Montilii (Masures de l'Isle-Barbe, 117).
- 1183 : mention de l'église Sainte-Croix : ecclesia Sancte Crucis Montilii Adhemari (Masures de l'Isle-Barbe, 117).
- 1190 : Montilium Heimari (Lacroix, L'arrondissement de Montélimar, IV, 36).
- 1217 : al Montelh (Histoire de la croisade des Albigeois, 293).
- 1221 : mention de la commanderie de l'ordre de Saint-Jean-de-Jérusalem : domus ospitalis Montilii (cartulaire des hospitaliers, 52).
- Vers 1226 : Montellum Aymardi (D. Bouquet, XVII, 345).
- 1272 : Montilium Ademarii (cartulaire de Montélimar, 21).
- 1287 : castrum Montilii Adzemarii (cartulaire de Montélimar, 29).
- 1291 : castrum de Montilio Adeymarii (cartulaire de Montélimar, 32).
- XIIIe siècle : Montilium Adhemarium (Histoire de Saint-Paul-Trois-Châteaux, 72).
- 1328 : Montilmart (Duchesne, Comtes de Valentinois, 27).
- 1334 : mention de l'église Sainte-Croix : ecclesia parrochialis Sanctae Crucis de Montelio (cartulaire de Montélimar, 98).
- 1348 : villa Montilii (cartulaire d'Ainay, I, 294).
- 1369 : Montelemart (compte de R. de Loupy, 112).
- 1422 : Montelh Aymar (cartulaire de Montélimar, 98).
- 1436 : le Monteyl (choix de documents, 375).
- 1443 : Montelz (Statuta delphin.).
- 1444 : Monteil Aymart (cartulaire de Montélimar, 121).
- 1447 : Monteill Aymar (inventaire Morin-Pons, I, 133).
- 1449 : Monteilhaymart (cartulaire de Montélimar, 123).
- XVe siècle : mention de l'église Sainte-Croix : ecclesia collegiata Sancte Crucis Montillii Adheymarii (pouillé de Valence).
- XVe siècle : mention de la commanderie de l'ordre de Saint-Jean-de-Jérusalem : prioratus Hospitalis Montillii (pouillé de Valence).
- XVe siècle : mention de l'archiprêtré de Montélimar : archipresbyteratus Montilii (pouillé de Valence).
- 1456 : Monteilh (cartulaire de Saint-Paul-Trois-Châteaux).
- 1465 : Montlimar (archives municipales de Grane).
- 1467 : Monteilhemart (cartulaire de Montélimar, 131).
- 1490 : mention de la sénéchaussée : curia dalphinalia loci Montilii Adhemari (cartulaire de Saint-Paul-Trois-Châteaux).
- 1499 : mention de l'église Sainte-Croix : ecclesia collegiata Sanctae Crucis (cartulaire de Montélimar, 157).
- 1509 : mention de l'église Sainte-Croix : ecclesia collegiata et parochialis Sancte Crucis Montilii Adhemarii (visites épiscopales).
- 1510 : mention de la chapelle Sainte-Agnès du couvent des cordeliers : capella Beate Agnetis conventus Fratrum Minorum Montilii (rôle de décimes).
- 1519 : ad Montilhii Adheymarii (archives de la Drôme, E 2037).
- 1523 : lou Montelheymar (archives de la Drôme, E 6724).
- 1536 : Montelymard (archives de la Drôme, E 150).
- 1539 : Montalimard (archives de la Drôme, E 162).
- 1548 : Monteileymar (archives de la Drôme, E 2104).
- 1549 : Montilleymard (rôle de tailles).
- 1549 : Montillium Deymerii (rôle de décimes).
- 1549 : mention de l'église Sainte-Croix : ecclesia collegiata Sancte Crucis Montilli Dey Mary (rôle de décimes).
- 1549 : mention de l'archiprêtré de Montélimar : archipresbyteratus de Monthilio Dey Mary (rôle de décimes).
- 1561 : Montheillimar (de Coston, Histoire de Montélimar, II, 366).
- 1573 : Monthellimart (archives de la Drôme, E 3338).
- 1575 : la Monteilhimar (Mém. des frères Gay).
- 1575 : Montheilimard (Belleforest, Cosm., I, 327).
- 1579 : Monteleymar (archives de la Drôme, E 6033).
- 1579 : le Monteillemard (archives de Romans).
- 1585 : Monthelimar (correspondance de Lesdiguières, III, 16).
- 1586 : Monthelimard (archives de la Drôme, E 2391).
- 1586 : Monteillymar et Monteillimar (archives municipales).
- 1595 : Montelhemard (états de Saint-Marcellin).
- 1596 : Montellimard (inventaire de la chambre des comptes).
- 1891 : Montélimar, chef-lieu d'arrondissement.

### Étymologie
Le nom de Montélimar provient du latin montellum « petit mont, colline » et de Aymard, nom de personne d'origine germanique (Adal « noble » et mar « grand, célèbre »), signifiant « Mont des Adhémar ».
Les Adhémar sont l'une des plus anciennes familles du sud de la France. Des généalogies non documentées la font remonter à 685 avec un Lambert Adhémar de Monteil dit « duc de Gênes, vicomte de Marseille, baron et seigneur de Monteil ».

## Histoire

### Préhistoire
La présence humaine à l'emplacement de Montélimar est très ancienne. Les premières traces sont un ensemble de silex taillés datant de 50 000 ans avant le présent (époque du moustérien)[réf. nécessaire].
Le site de Gournier est occupé au mésolithique, à partir de 6000 av. J.-C.[réf. nécessaire].
En 2005-2006, des fouilles effectuées lors de travaux sur la zone 5 de Portes-de-Provence ont permis la découverte de foyers néolithiques à pierres chauffées datant du néolithique moyen chasséen.
Site du Gournier : la civilisation chasséenne s'y développe à partir de 3600 ans av. J.-C.[réf. nécessaire].
Le musée de Montélimar expose des objets de la préhistoire.

### Protohistoire
Montélimar appartient au territoire du peuple celte des Ségovellaunes. La cité est positionnée sur les deux promontoires de la ville : l'oppidum de Géry, lieu de l'ancien confluent du Jabron et de Roubion, et sur l'extrémité de la côte de Narbonne.

L'oppidum de Géry a souvent été assimilé au site de Dourion mentionné par Strabon, mais selon François Salviat, cette identification est erronée.

### Antiquité: les Gallo-romains

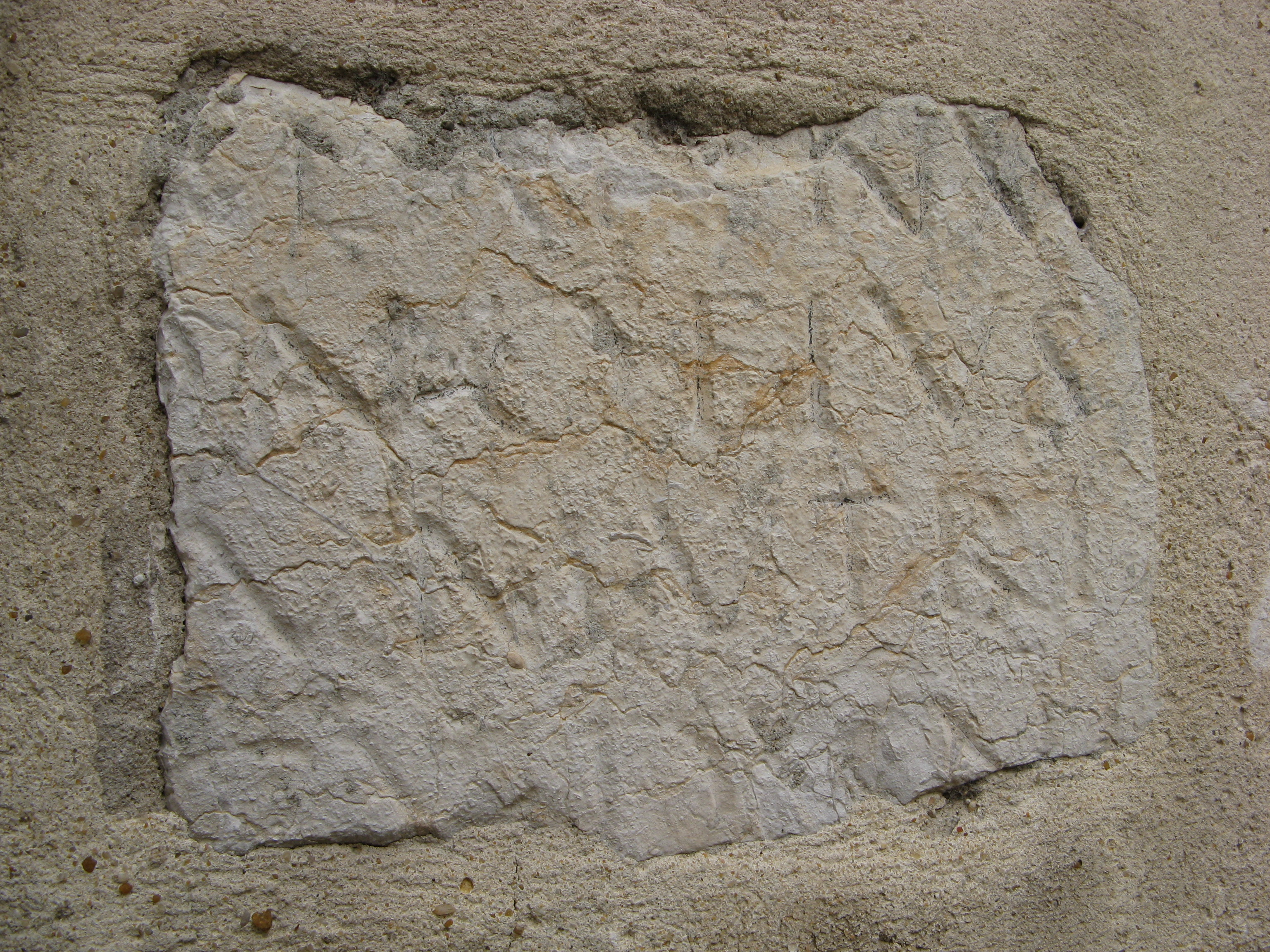
Inscription latine de Montélimar mentionnant les utriculaires de Lyon.

Montélimar se nomme Acunum mansio, une station romaine dont le nom se retrouve dans celui Aygu, un de ses faubourgs. C'est un relais de poste installé près du pont sur le Roubion et qui est signalé par la table de Peutinger.
La via Agrippa a joué un rôle majeur dans le développement de l'agglomération.

La cité est probablement aussi un relais pour le commerce régional comme en témoigne une inscription mentionnant des utriculaires.
Au Ier siècle avant notre ère, l'emplacement de Géry est progressivement abandonné au profit de la ville nouvelle (centre-ville actuel de Montélimar)[réf. nécessaire].
Sont attestés :
- des thermes au nord du centre ville actuel[36].
- des débris architecturaux et ornementaux des Ier et IIe siècles, sépultures sous tuile du IVe et Ve siècles[32].
- des vestiges d'aqueducs[32]. La cité est alimentée en eau par trois aqueducs dont un dessert l'établissement thermal de Bondonneau où l'on a retrouvé une centaine de petites piscines[réf. nécessaire].

Pendant les grandes invasions, la ville se sépare en deux entités distinctes : la ville nouvelle autour du promontoire de Narbonne et Acunum qui va fortifier le pont sur le Roubion[réf. nécessaire]. C'est là, autour du prieuré d'Aygu, que l'on retrouve, à l'époque moderne et jusqu'au XIXe siècle, plusieurs sépultures d'époque romaine et des inscriptions, dont les pierres sont parfois remployées lors de la construction des maisons du quartier Saint-James.

### Du Moyen Âge à la Révolution
Vers le VIIe siècle, on voit apparaître la famille des Adhémar dans certaines sources. Une généalogie non fondée mentionne Lambert Adhémar de Monteil, né vers 685, duc de Gênes, baron et seigneur de Monteil. La généalogie des Adhémar n'est vraiment établie que depuis le XIIe siècle.

Les Adhémar possèdent la seigneurie de Monteil dès le XIe siècle. En 1070, Guillaume-Hugues Adhémar est seigneur de Montélimar (« seigneur de Monteil »). Il pourrait être le frère d'Adhémar de Monteil, évêque du Puy et légat apostolique pour la première croisade. Cette parenté est discutée. Au XIIe siècle, les Adhémar font construire leur château sur le promontoire de Narbonne à la place d'un château plus ancien. La famille dominera la région de Montélimar jusqu'au XIVe siècle[réf. nécessaire].
La seigneurie :
- Au point de vue féodal, Montélimar appartenait fort anciennement aux Adhémar (de Monteil[32]).
- 1198 : les Adhémar donnent une charte de liberté municipale aux habitants.
- 1285 : les Adhémar hommagent une partie de Montélimar aux évêques de Valence.
- Les Adhémar se partagent la ville.
- 1339 : une partie est vendue aux comtes de Valentinois.
- 1340 : une autre partie est vendue aux papes.
- 1419 : les dauphins héritent des comtes de Valentinois.
- 1426 : Ils transfèrent à Montélimar leur atelier monétaire de Mirabel qui y fonctionnera jusqu'en 1477.
- 1447 : Ils acquièrent la partie pontificale et deviennent les seigneurs de toute la terre.
- 1498 : les rois de France intègrent Montélimar dans le duché de Valentinois érigé pour les Borgia.
- 1548 : le duché passe à Diane de Poitiers.
- 1642 : le duché est attribué aux princes de Monaco, derniers seigneurs.

Entre le XIe siècle et le XIVe siècle, les Adhémar vont acquérir, construire ou étendre, autour de leur fief principal, de nombreux châteaux : Grignan, Châteauneuf-du-Rhône, Rochemaure, La Garde-Adhémar), etc. À leur apogée, ils contrôleront une trentaine de seigneuries. Grignan, par exemple, entre dans leurs possessions à partir du XIIe siècle.
Au XIIe siècle, Montélimar fait partie du marquisat de Provence qui s'étend jusqu'au confluent de l'Isère et du Rhône.

En 1198, la seigneurie de Montélimar est partagée entre deux frères, Giraud et Lambert Adhémar.

Dès le milieu du XIIe siècle, la cité des Adhémar est désignée sous le nom de « Monteil des Aimar »[réf. nécessaire].
Lorsque les comtes de Toulouse perdent leurs possessions de la rive gauche du Rhône à l'issue de la croisade dite "des Albigeois", celles-ci passent aux papes d'Avignon et Montélimar restera sous leur suzeraineté jusqu'au XIVe siècle[réf. nécessaire].
En 1312, les biens de la commanderie des templiers sont recueillis par l'ordre de Saint-Jean de Jérusalem.
En 1365, la majeure partie de la ville (qui est une co-seigneurie) est cédée par Giraud Adhémar au pape Urbain V. Celui-ci fait rénover le palais seigneurial et entretenir les remparts.

Les papes souhaitant étendre leur État (le Comtat Venaissin) vers le nord et l'unifier géographiquement, Clément VII échange Montélimar, en 1383, contre Grillon (voir Enclave des papes). Les papes conservent cependant certains droits féodaux sur la ville de Montélimar et son château[réf. nécessaire].
En 1376, Grégoire XI ramène la papauté à Rome. Dès lors, pour les papes, les possessions avignonnaises et dauphinoises deviennent moins stratégiques. En 1447, le pape Nicolas V cède ses droits sur Montélimar au dauphin, futur Louis XI, fils de Charles VII qui devient alors le maître de la ville et de son château.
1471 (démographie) : 279 familles et 9 juifs.
Pendant les guerres de religion, en 1562, la ville est prise et pillée par le baron des Adrets, la garnison est exécutée afin de venger les massacres d'Orange.

Les nobles s'enrichissent par le pillage et le peuple s'appauvrit. En réaction, les paysans commencent à s'assembler pour défendre leurs intérêts communs dès la fin de l'année 1577. Le 22 août 1578, les habitants de Montélimar refusent l'entrée à l'exacteur chargé de prélever la taille. Fin 1579, les paysans forment des armées qui expulsent les troupes de soudards de la vallée du Rhône, avant que la répression nobiliaire et royale n'écrase le mouvement dans le sang l'année suivante.

En 1587, la ville, défendue par les catholiques Laurent de Maugiron et François de La Baume, est assiégée par les troupes huguenotes du duc de Lesdiguières qui s'en rend maitre.

En 1599, la ville est presque entièrement protestante ; il ne reste plus que 10 % de catholiques.
Avec la Contre-Réforme, le nombre des catholiques repasse à 50 % en 1673, à la suite des prédications et des conversions imposées par les dragonnades.
Démographie :
- 1742 : 680 familles, occupant 710 maisons[27].
- 1766 : 5 000 habitants[27].

Au XVIIIe siècle, les famines disparaissent  mais les crises de subsistance provoquent régulièrement des disettes et des poussées de mortalité. Montélimar connaît ainsi des pics de mortalité en 1760, 1764, 1767, 1772, 1779, 1782 et 1786. Les trois principales sont celles de 1760 (plus de 250 morts pendant l'hiver), 1779 (près de 400 morts) et 1786 (idem).
La population est majoritairement agricole : 41 % des habitants travaillent la terre ou sont bergers en 1796. Le secteur commercial et artisanal est important, avec 30 % de la population active. Enfin, la ville héberge des militaires.
Avant 1790, Montélimar était une des dix villes du Dauphiné, dont les consuls siégeaient à la tête des députés du troisième ordre, dans les États de cette province, le chef-lieu d'une élection et d'une subdélégation et le siège d'une sénéchaussée et d'un gouvernement de place :
- L'élection de Montélimar, dont l'étendue était approximativement celle des trois arrondissements de Die, de Montélimar et de Nyons, comprenait 237 communautés, réparties entre quatre subdélégations : le Buis, Crest, Montélimar et Saint-Paul- Trois-Châteaux (voir introduction).
- La subdélégation de Montélimar comprenait 46 communautés (voir introduction).
- La sénéchaussée fut établie en 1447 : tribunal composé d'un président, d'un lieutenant particulier, de deux assesseurs, d'un avocat et d'un procureur du roi, elle connaissait en première instance de toutes les causes de Montélimar, de Saint-Marcel-de-Sauzet, de Sauzet et de Savasse, et sur appel de toutes celles de son ressort, comprenant 51 communautés, et en outre des matières bénéficiales dans les ressorts de Crest, de Die, de Valence et d'Orange.
- Le gouvernement militaire de Montélimar comprenait un gouverneur, un lieutenant de roi et un major.

Montélimar était également une paroisse du diocèse, de Valence, dont l'église, sous le vocable de Sainte-Croix, était le siège d'un chapitre ou collégiale, qui, fondé en 1444 par le dauphin Louis (futur roi Louis XI), était composé d'un doyen, d'un sacristain faisant fonction de curé et de huit chanoines, qui avaient les deux tiers des dîmes de Montélimar, dont l'autre tiers appartenait à l'évêque diocésain.

Antérieurement au XIVe siècle, il y avait au moins deux paroisses à Montélimar, dont une sous le vocable de Saint-Pierre (voir ce nom).
Division du diocèse de Valence, l'archiprêtré de Montélimar comprenait toutes les paroisses de ce diocèse, situées entre la Drôme et le Roubion (voir Introduction).
En fait d'établissements religieux, il y avait encore à Montélimar :
- Un couvent de cordeliers, fondé vers 1226 par les Adhémar, dont la chapelle était sous le vocable de Sainte-Agnès et dont les religieux tiennent, à partir de 1674, un petit collège.
- Un couvent de récollets, établi en 1616 sur les ruines d'une commanderie de l'ordre de Saint-Jean de Jérusalem qui fut unie à celle de Valence vers la fin du XVIe siècle et dont les bâtiments servent (en 1891) pour le collège.
- Un couvent de capucins fondé vers la fin du XVIIe siècle et dont les bâtiments sont (en 1891) occupés par des visitandines.
- Un couvent d'ursulines fondé en 1624.
- Un couvent des visitandines, fondé en 1626 et occupé (en 1891) par des religieuses de Sainte-Marthe.

#### Aygu
Sur l'emplacement de ce faubourg, existait, dès le XIIe siècle, un prieuré de l'ordre de Saint-Benoît, dépendance de l'abbaye de l'Île-Barbe, qui fut uni en 1449 au chapitre de Sainte-Croix de Montélimar :
- IIe siècle : certains rapprochent le suivant de ων πολεις Ακουσιου κολωνια (ôn poleis Akousiou kolônia) ? (Claude Ptolémée, livre II, X, 14).
- Ve siècle : Acunum (Table de Peutinger).
- 333 : masio Acuno (Anonyme de Bordeaux).
- 1183 : Aiguno (Masures de l'Isle-Barbe, 117).
- 1262 : mention de l'église Notre-Dame : ecclesia Beatae Mariae de Ayguno (cartulaire de Montélimar, 20).
- 1291 : mention du prieuré : prior Ayguini (cartulaire de Montélimar, 33).
- 1378 : mention de la porte : porta Montilii de Ayguno et porta Nostrae Dominae de Ayguno (cartulaire de Montélimar, 71 et 72).
- 1412 : mention de l'église Notre-Dame : ecclesia Beatae Mariae de Ayguno (cartulaire de Montélimar, 165).
- 1432 : mention de la porte : porta Eyguni (cartulaire de Montélimar, 114).
- 1540 : mention de la porte : la porte d'Aygun (inventaire de la chambre des comptes).
- 1591 : mention de l'église Notre-Dame : Nostre-Dame d'Aygues (Bull. de la Soc. d'archéologie, V, 464).
- 1891 : Aygu, faubourg de Montélimar.

#### Saint-Pierre
Il y avait, dans cette rue, une église Saint-Pierre dépendance du prieuré d'Aygu (voir ce nom), qui fut un moment paroissiale et dont il n'est plus question dès 1549 :
- 1183 : mention de l'église Saint-Pierre : ecclesia Sancti Petri de Montilio (Masures de l'Isle-Barbe, 117).
- XIVe siècle : mention de l'église Saint-Pierre : cura Sancti Petri Montillii.
- 1406 : carreria dominus Jordani Berengerii (de Coston, Histoire de Montélimar, II, 88).
- 1538 : carreria Domini Jordani ; rue Mossen Jordan Berenger (de Coston, Histoire de Montélimar, II, 88).
- 1540 : mention de l'église Saint-Pierre : rectoria Sancti Petri (rôle de décimes).
- 1634 : rue Monsieur Jourdan (de Coston, Histoire de Montélimar, II, 88).
- 1891 : Saint-Pierre, rue de Montélimar.

### De la Révolution à nos jours
L'hiver 1788-1789 est très froid : le Rhône gèle du 27 décembre au 26 février. Ce gel empêche les moulins de tourner et aggrave la disette causée par une récolte insuffisante. Le jour de Pâques, une émeute éclate, causée par la hausse du prix du pain.
En 1790, Montélimar devient le chef-lieu d'un district comprenant les cantons de Châteauneuf-de-Mazenc, Dieulefit, Donzère, Grignan, Marsanne, Montélimar, Pierrelatte, Saint-Paul-Trois-Châteaux, Sauzet, Suze-la-Rousse et Taulignan.

La réorganisation de l'an VIII (1799-1800) en fait le chef-lieu d'un arrondissement comprenant les cantons de Dieulefit, Grignan, Marsanne, Montélimar, Pierrelatte et Saint-Paul-Trois-Châteaux ; et celui d'un canton comprenant les communes de Allan, Ancône, Châteauneuf-du-Rhône, Espeluche, Montboucher, Montélimar, Portes, Puygiron, Rac, Rochefort et la Touche.
En 1800, avec le Consulat et les réformes de Napoléon Bonaparte, Montélimar devient une sous-préfecture, chef-lieu de l'arrondissement de Montélimar et le reste jusqu'en 1926[réf. nécessaire].

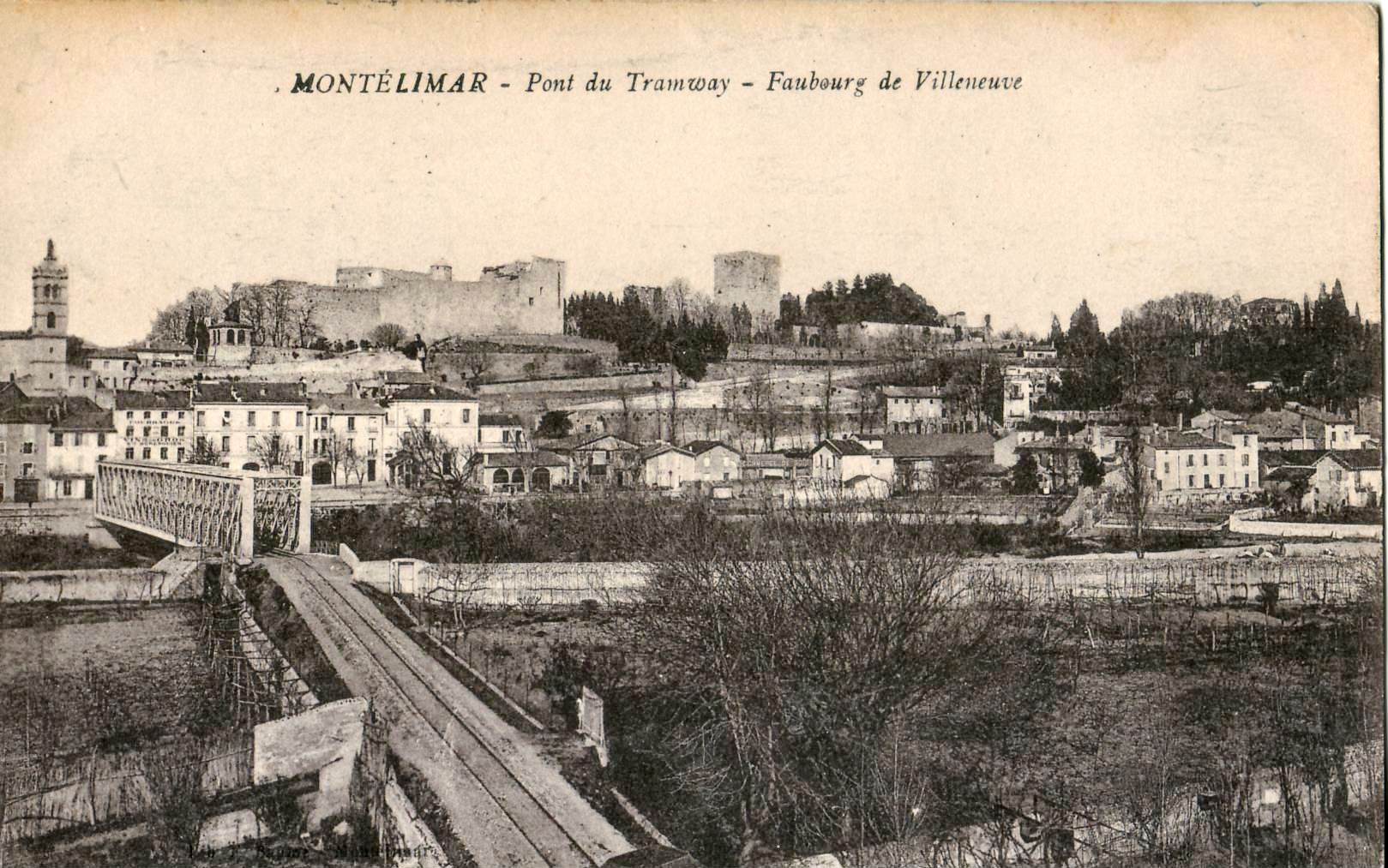
Pont sur le Roubion construit pour la ligne de chemin de fer secondaire Montélimar - Dieulefit.

En 1854, le chemin de fer arrive avec la création de la gare de Montélimar alors desservie par les trains de la section Valence - Avignon de la Compagnie du chemin de fer de Lyon à la Méditerranée. La ville est également desservie par une ligne de chemin de fer secondaire à voie métrique des chemins de fer départementaux de la Drôme, qui la relie à Dieulefit de 1893 à 1936[réf. nécessaire].
Le 5 juillet 1941, l’ancien ministre de l’Intérieur du Front populaire Max Dormoy y est assassiné par d’anciens membres de la Cagoule, en représailles du démantèlement du mouvement en 1937.
Après le débarquement de Provence, les Allemands tentent de bloquer l'avancée des Alliés lors de la bataille de Montélimar du 21 au 28 août 1944.

## Politique et administration

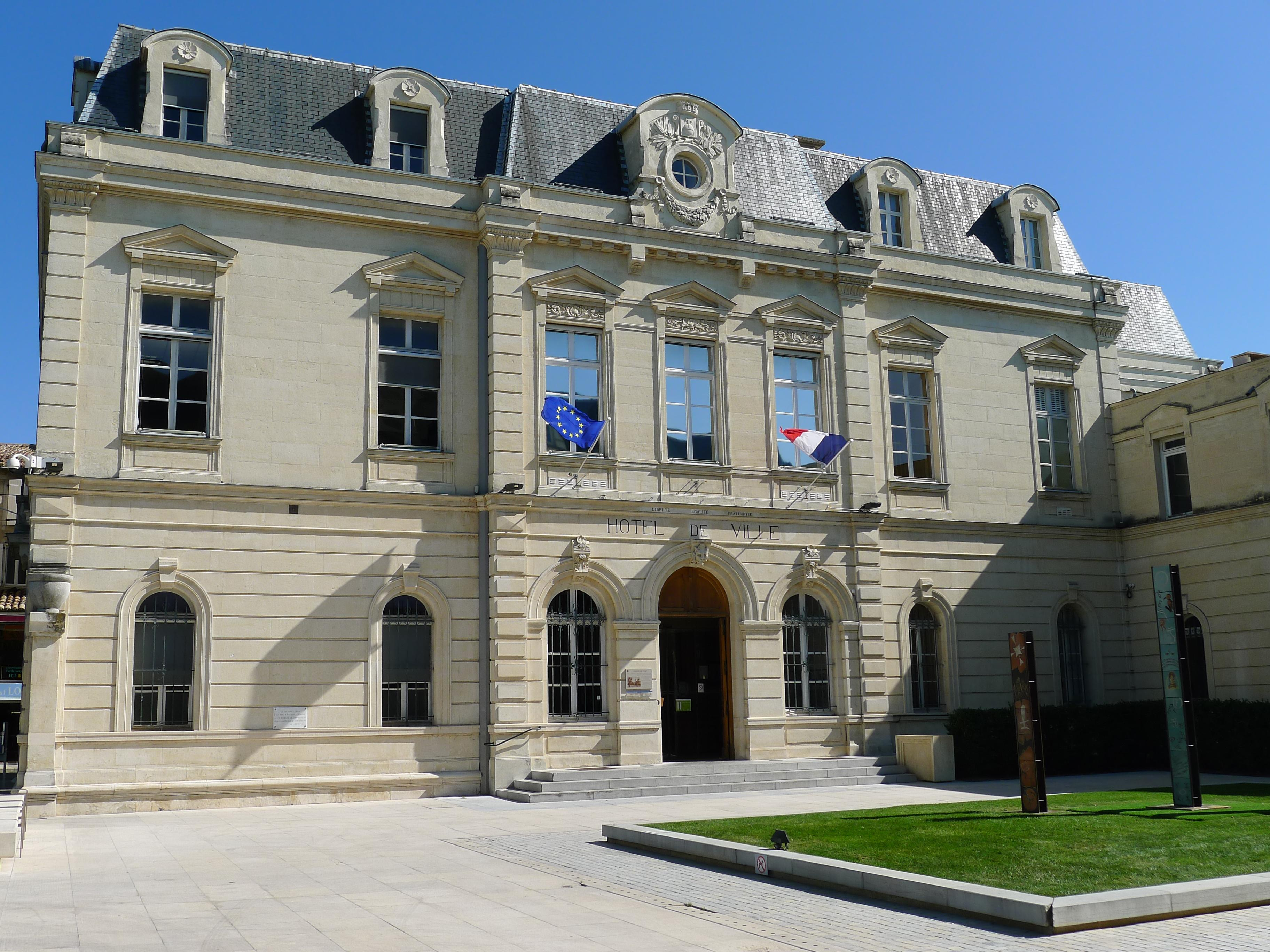
L'hôtel de ville.

### Tendances politiques et résultats

#### Récapitulatif de résultats électoraux récents
| Européennes 2014    |  | FN   | 25,33 |  | UDI  | 20,21 |  | UMP  | 15,70 |  | PS   | 11,40 | Tour unique | Tour unique | Tour unique | Tour unique | Tour unique | Tour unique | Tour unique | Tour unique | Tour unique |
| Régionales 2015     |  | LR   | 31,30 |  | FN   | 29,82 |  | PS   | 21,82 |  | PCF  | 5,49  |             | LR          | 39,85       |             | PS          | 32,72       |             | FN          | 27,43       |
| Présidentielle 2017 |  | FN   | 23,19 |  | EM   | 22,57 |  | LR   | 20,60 |  | LFI  | 19,11 |             | EM          | 63,98       |             | FN          | 36,02       | Pas de 3e   | Pas de 3e   | Pas de 3e   |
| Législatives 2017   |  | LREM | 36,30 |  | UDI  | 20,06 |  | FN   | 14,43 |  | FI   | 10,12 |             | LREM        | 67,37       |             | FN          | 32,63       | Pas de 3e   | Pas de 3e   | Pas de 3e   |
| Européennes 2019    |  | RN   | 25,23 |  | LREM | 21,99 |  | EELV | 13,96 |  | LR   | 9,54  | Tour unique | Tour unique | Tour unique | Tour unique | Tour unique | Tour unique | Tour unique | Tour unique | Tour unique |
| Municipales 2020    |  | LR   | 34,23 |  | GRS  | 25,59 |  | MR   | 24,17 |  | LREM | 11,40 |             | LR          | 46,78       |             | GRS         | 28,16       |             | MR          | 25,05       |
| Présidentielle 2022 |  | LREM | 25,87 |  | RN   | 24,36 |  | FI   | 22,10 |  | REC  | 8,57  |             | LREM        | 56,08       |             | RN          | 43,92       | Pas de 3e   | Pas de 3e   | Pas de 3e   |
| Législatives 2022   |  | NUP  | 24,02 |  | RN   | 22,02 |  | ENS  | 21,25 |  | LR   | 13,60 |             | RN          | 55,02       |             | PS          | 44,98       | Pas de 3e   | Pas de 3e   | Pas de 3e   |
| Européennes 2024    |  | RN   | 33,78 |  | ENS  | 13,62 |  | PS   | 12,83 |  | LFI  | 10,76 | Tour unique | Tour unique | Tour unique | Tour unique | Tour unique | Tour unique | Tour unique | Tour unique | Tour unique |

### Administration municipale
Le nombre d'habitants au dernier recensement étant compris entre 30 000 et 39 999, le nombre de membres du conseil municipal est de 39.
À la suite des élections municipales de 2020, la composition du conseil municipal de Montélimar est la suivante :

### Rattachements administratifs et électoraux

#### Intercommunalité
La communauté de communes Montélimar-Sésame a été créée le 18 décembre 1992 et comptait en 2008, quatorze communes pour environ 50 000 habitants sur une superficie d'environ 221 km2. Cette communauté de communes devient communauté d'agglomération après adhésion d'une quinzième commune.
En 2014, Montélimar-Sésame, la communauté de communes du Pays de Marsanne et Manas forment Montélimar-Agglomération, comptant 26 communes pour une population de 60 586 habitants en 2012. Elle est présidée par Franck Reynier.

#### Aire urbaine
En 2012, l'aire urbaine de Montélimar regroupait 29 communes pour 74 692 habitants (contre 64 606 habitants en 1999) sur une superficie de 486 km2, soit une densité de population moyenne pour l'ensemble de cette aire urbaine de 154 habitants par kilomètre carré.

#### Instances judiciaires et administratives
Montélimar relève du tribunal d'instance de Montélimar, du tribunal de grande instance de Valence, de la cour d'appel de Grenoble, du tribunal pour enfants de Valence, du conseil de prud'hommes de Montélimar, du tribunal de commerce de Romans-sur-Isère, du tribunal administratif de Grenoble et de la cour administrative d'appel de Lyon.

### Politique environnementale

#### Villes et villages fleuris
En 2014, la commune est récompensée par le prix Ville Fleurie : trois fleurs depuis l'année 2008,.

### Finances locales
| Taxe                                        | Part communale | Part intercommunale | Part départementale | Part régionale |
| ------------------------------------------- | -------------- | ------------------- | ------------------- | -------------- |
| Taxe d'habitation                           | 14,09 %        | 0,00 %              | 7,80 %              | 0,00 %         |
| Taxe foncière sur les propriétés bâties     | 20,54 %        | 0,00 %              | 11,54 %             | 2,12 %         |
| Taxe foncière sur les propriétés non bâties | 67,85 %        | 0,00 %              | 44,42 %             | 5,28 %         |
| Cotisation foncière des entreprises         | 0,00 %         | 25,84 %             | 0,00 %              | 0,00 %         |

Voir aussi la page suivante (finances locales de Montélimar de 2000 à 2018) (cliquez sur le lien wiki).

### Jumelages
Au 10 novembre 2018, Montélimar est jumelée avec sept communes :
| Montélimar Ravensbourg Rivoli Aberdare Nabeul Mollet del Vallès |

| Racine |

- Racine (États-Unis) depuis 1957 ;
- Ravensbourg (Allemagne) depuis 1964 ;
- Rivoli (Italie) depuis 1964 ;
- Rhondda Cynon Taf (Royaume-Uni) depuis 1964
- Aberdare (Pays de Galles) depuis 1993. Rhonddah Cynon Taf est un comté du pays de Galles. Le jumelage s'est recentré en 1993 sur une des villes qui le compose ;
- Nabeul (Tunisie) depuis 2000.
- Mollet del Vallès (Espagne) depuis 2018.

## Population et société

### Démographie
L'évolution du nombre d'habitants est connue à travers les recensements de la population effectués dans la commune depuis 1793. Pour les communes de plus de 10 000 habitants les recensements ont lieu chaque année à la suite d'une enquête par sondage auprès d'un échantillon d'adresses représentant 8 % de leurs logements, contrairement aux autres communes qui ont un recensement réel tous les cinq ans,.

En 2022, la commune comptait 40 356 habitants, en évolution de +4,3 % par rapport à 2016 (Drôme : +2,64 %, France hors Mayotte : +2,11 %).
| 1793  | 1800  | 1806  | 1821  | 1831  | 1836  | 1841  | 1846  | 1851  |
| ----- | ----- | ----- | ----- | ----- | ----- | ----- | ----- | ----- |
| 6 240 | 6 320 | 5 864 | 7 161 | 7 560 | 7 966 | 8 245 | 9 445 | 9 362 |

| 1856   | 1861   | 1866   | 1872   | 1876   | 1881   | 1886   | 1891   | 1896   |
| ------ | ------ | ------ | ------ | ------ | ------ | ------ | ------ | ------ |
| 11 523 | 12 044 | 11 100 | 11 122 | 11 946 | 12 894 | 14 014 | 13 764 | 13 741 |

| 1901   | 1906   | 1911   | 1921   | 1926   | 1931   | 1936   | 1946   | 1954   |
| ------ | ------ | ------ | ------ | ------ | ------ | ------ | ------ | ------ |
| 13 351 | 13 554 | 13 281 | 11 716 | 11 210 | 13 696 | 15 187 | 15 972 | 16 639 |

| 1962   | 1968   | 1975   | 1982   | 1990   | 1999   | 2006   | 2011   | 2016   |
| ------ | ------ | ------ | ------ | ------ | ------ | ------ | ------ | ------ |
| 19 999 | 26 748 | 28 058 | 29 161 | 29 982 | 31 344 | 33 924 | 35 372 | 38 692 |

| 2021   | 2022   | - | - | - | - | - | - | - |
| ------ | ------ | - | - | - | - | - | - | - |
| 40 399 | 40 356 | - | - | - | - | - | - | - |

### Services et équipements
- La médiathèque Maurice-Pic[77],
- une maison des jeunes et de la culture[78].

### Enseignement
Montélimar dépend de l'académie de Grenoble.
Les élèves de la commune commencent leurs études dans l'une des sept écoles maternelles, puis dans l'une des douze écoles élémentaires.
Ils poursuivent dans l'un des cinq collèges, puis dans l'un des trois lycées généraux et technologiques.

Le collège Gustave-Monod possède une section adaptée, ainsi que l'un des lycées généraux.

La commune dispose aussi d'un lycée des métiers du transport, qui comporte une partie lycée général technique (sections bac et BTS), et une partie lycée professionnel (section BEP).
Une université populaire est également à la disposition de tous, trois jours par semaine.

### Santé
Plusieurs professionnels de santé sont installés à Montélimar, notamment vingt-neuf médecins généralistes, soixante-quatorze infirmiers.
La commune dispose d'un hôpital et d'une clinique.

### Aides sociales
Plusieurs associations loi de 1901 aident les personnes en situation de précarité : la Croix rouge, Les Restos du cœur, le Secours Populaire, Emmaüs, Drôme Insertion.
D'autres associations luttent pour la prise en charge des risques médico-sociaux.
Un centre d'accueil de jour pour SDF nommé « l'Abri » a récemment été délocalisé du centre-ville pour se retrouver à 4 km au nord de la ville. Cela a causé beaucoup de problèmes pour les personnes en difficulté - la majorité d'entre elles n'avaient pas de moyen de transport. Certains SDF ont préféré s'installer aux alentours du lac d'Ancone[réf. nécessaire].

### Manifestations culturelles et festivités
- Fête du printemps[32].
- Fête : le 15 août (pendant trois jours)[32].

Plusieurs manifestations culturelles sont organisées à Montélimar et sa région, notamment le « Festival de l'écrit à l'écran », en juin, la « Flute enchantée de Mozart » en juillet 2013.
Le festival Sésame a lieu sur Montélimar et les communes de l'agglomération.
La commune a accueilli une statue de Android Nougat le 21 septembre 2016 en partenariat avec Google. Cette statue est différente de celle présente au Googleplex. D'abord exposée devant la mairie lors de son inauguration, elle est maintenant à côté du théâtre, sur l'avenue Charles de Gaulle.

### Loisirs
- auditorium[réf. nécessaire] ;
- centre aquatique[96] ;
- cinéma d'art et essai[97] ;
- palais des congrès qui peut devenir une salle de concert d'environ 3 000 places (Charles Aznavour est venu l'inaugurer le 26 septembre 2013, donnant ainsi son nom au palais)[98] ;
- croisières sur le Rhône sur un yacht-salon (Lyon à Aigues Mortes)[32].

### Sports
Montélimar dispose de nombreux équipements sportifs : sept gymnases, quatre stades, dix courts de tennis, ainsi qu'une piscine, une piste de bi-cross, un centre équestre, un skate parc et un stand de tir.
La municipalité s'engage également dans l'aide des sportifs de haut niveau : 
- Bruno Durret-Gallion, Alexandre Anglade et Yoann Fabbro pour le tir sportif,
- les couples Kelly Rochas - Maxime Allemand et Marie Sabarot - Gauthier Laffont pour la danse sportive,
- Nans Levêque et Valentin Richard pour le BMX,
- Sandrine Vauclare et Corentin Pavageau pour l'athlétisme,
- Charlotte Peyrard pour l'équitation[100],
- Louis Mesona pour le tennis.

#### Événements sportifs
- Rugby à XV : l'UMS rugby Montélimar a joué au plus haut niveau et, en 2019, a accédé à la Fédérale 2[101].
- Tennis : la commune organise un tournoi de tennis, classé deuxième des grands prix nationaux qui a pu compter, en 2013, sur la présence de l'ancien joueur professionnel Rodolphe Gilbert[réf. nécessaire].

Cyclisme
Chaque année, la saison cycliste locale débute sur une manifestation : Corima Drôme Provençale.
En 2006, Montélimar a accueilli, en tant que ville étape, le Tour de France les 15 et 16 juillet 2006. Il s'agissait de la 13e étape du Tour de France 2006 reliant Béziers à Montélimar, puis de la 14e étape du Tour de France 2006 reliant Montélimar à Gap.

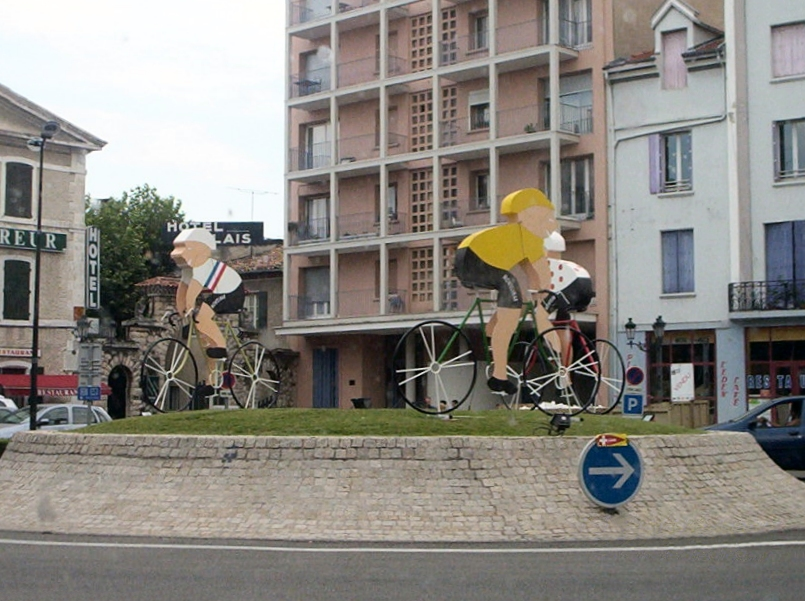
2006, la ville se couvre de vélos pour accueillir le Tour de France.
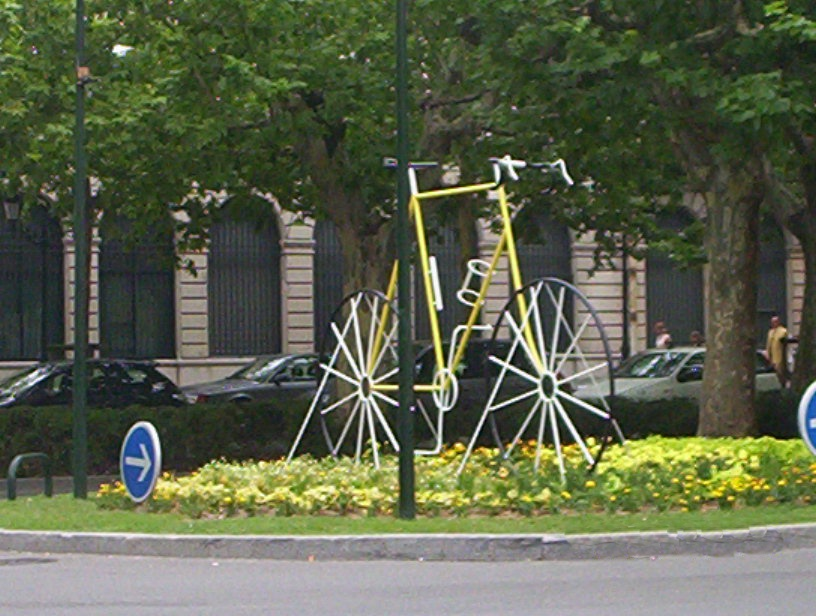
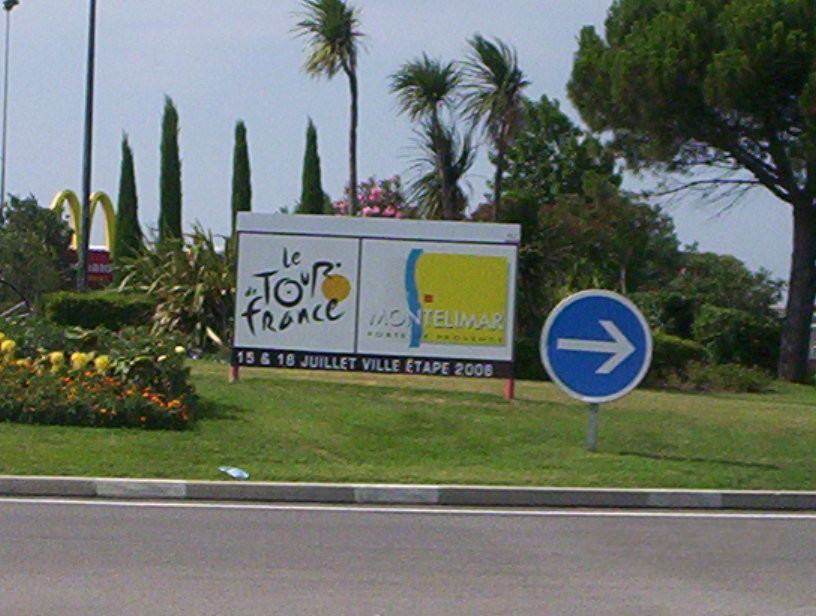
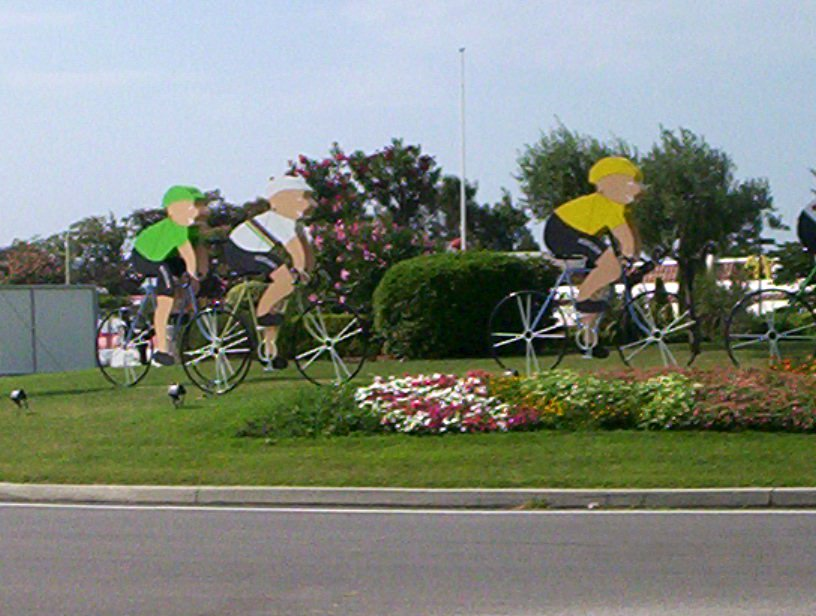
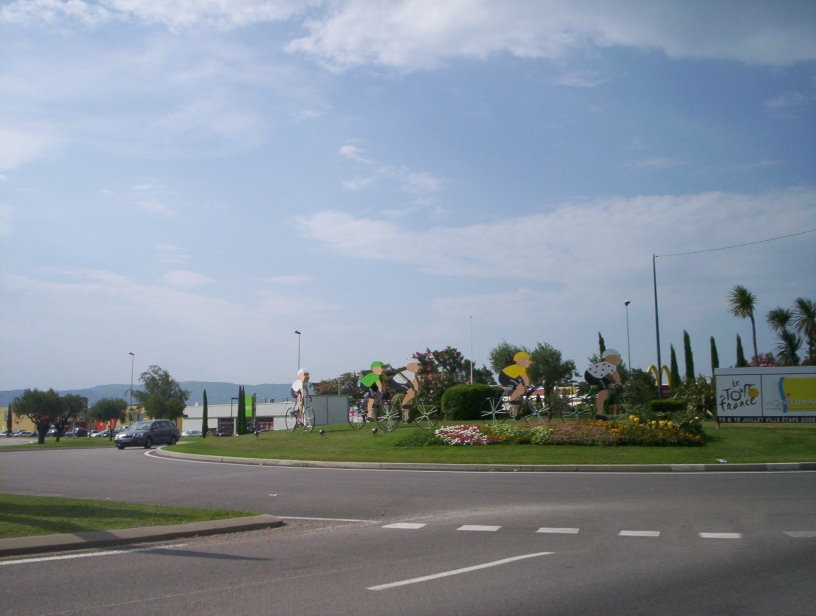

Montélimar a été le départ d'une étape du Paris-Nice le 13 mars 2008 (Montélimar - mont Ventoux).
Le Tour de France 2009 est revenu le 25 juillet 2009 (étape Montélimar - mont Ventoux), avant-dernière étape avant Paris.
Montélimar reçoit le départ d'une étape du Tour de France 2016 le 16 juillet 2016 (Montélimar- Villars-les Dombes Parc des Oiseaux).

### Médias

#### Presse locale
- Le quotidien régional Le Dauphiné libéré dispose d'une rédaction et d'un service commercial dans la ville.
- L'hebdomadaire bidépartemental La Tribune de Montélimar, propriété du Dauphiné Libéré, a son siège dans la commune.
- L'hebdomadaire L'Agriculture Drômoise, journal d'informations agricoles et rurales, couvre l'ensemble du département de la Drôme.

#### Radios locales
La commune héberge deux radios locales :
- Radio M (88.3 FM) est la radio associative montilienne. Elle diffuse aussi son programme sur Nyons via le 95.1 FM ;
- Soleil FM (89.3 FM) est l'autre radio associative montilienne[105] ;

Elle participe à d'autres radios :
- Chérie FM Drôme-Ardèche (95.3 FM) : antenne montilienne de Chérie FM diffusé également à Privas sur la même fréquence[106] ;

Elle reçoit aussi :
- Ici Drôme Ardèche (100.9 FM) : radio locale publique de ces deux départements. Les studios se situent à Valence ;
- Nostalgie Vallée du Rhône (92.7 FM) : programme local drômois de Nostalgie réalisé depuis Valence ;
- NRJ Vallée du Rhône (100.0 FM) : programme local drômois d'NRJ réalisé depuis Valence ;
- RTL2 Méditerranée (101.8 FM) : programme local montpelliérain d'RTL2[107] ;
- MTI (102.2) : radio commerciale basée à Pierrelatte et émet sur la Drôme et l'Ardèche. Elle émet aussi à Bagnols-sur-Cèze (95.7 FM)[108] ;
- RCF Drôme (106.1) : radio locale chrétienne du diocèse de Valence[109].

#### Télévision
France 3 Rhône-Alpes et France 3 Alpes sont diffusées sur Montélimar et son agglomération grâce au site d'émission TDF de la Montagne de Savasse.

#### Internet
La commune a été récompense par le prix Ville Internet en 2012.

### Cultes

#### Culte catholique

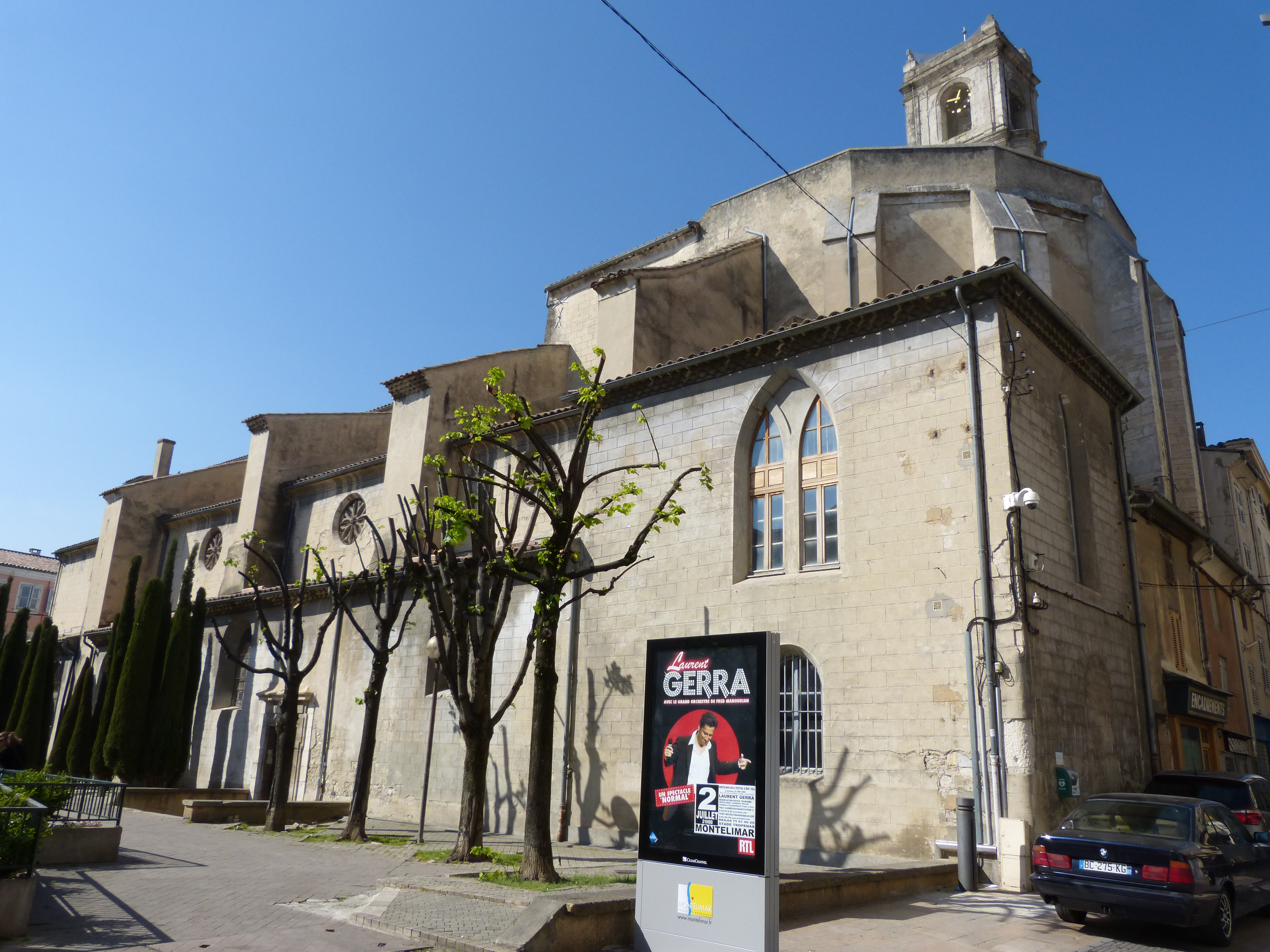
Vue de l'angle sud-est de la collégiale Sainte Croix.

Le territoire de la commune relève de la paroisse « Notre-Dame-du-Rhône » qui dépend du doyenné de Montélimar au sein du diocèse de Valence ; cette paroisse regroupe à Montélimar quatre lieux de culte : l'église Saint-James, la chapelle Notre-Dame-de-la-Rose, l'église Saint-Joseph et la collégiale Sainte-Croix.

#### Culte protestant
Les Montiliens disposent de plusieurs lieux de culte protestant pour les communautés liées à :
- l'Église protestante unie de France, Temple protestant de Montélimar ;
- l'Église évangélique arménienne ;
- les Assemblées de Dieu de France, mouvement chrétien évangélique pentecôtiste ;
- l'Église évangélique méthodiste.

#### Culte judaïque
La communauté a eu une importance considérable pendant le XIVe siècle et la première moitié du XVe siècle.
- La synagogue, dont les restes existent encore à la fin du XIXe siècle, était située dans la rue de Juiverie ou dans la rue Puits-Neuf. L'école était proche de la Porte Saint-Martin et du cimetière (situé au nord-ouest des cimetières actuels).
- En 1452, le dauphin Louis - futur roi Louis XI - accorde certains privilèges aux juifs de Montélimar et de plusieurs autres localités du Dauphiné.
- En 1476, devenu roi, Louis XI leur accorde des lettres de protection.
- En 1486, les citadins accusent les sept familles juives restantes de pratiques occultes et exigent leur expulsion[113].

Au début de la Seconde Guerre mondiale, 150 familles juives se sont réfugiées à Montélimar.

#### Culte musulman
La communauté musulmane dispose de trois lieux de culte :
- une mosquée administrée par l'amicale des Algériens, Tunisiens et Marocains ;
- une mosquée administrée par l'association culturelle turque ;
- une mosquée administrée par la Maison du Maroc.

## Économie

### Revenus de la population et fiscalité
En 2009, plus de la moitié (50,9 %) des foyers fiscaux n'étaient pas imposables.
En 2011, le revenu fiscal médian par ménage était de 24 882 €, ce qui plaçait Montélimar au 25 026e rang parmi les 31 886 communes de plus de 49 ménages en métropole.

### Emploi
En 2009, la population âgée de 15 à 64 ans s'élevait à 22 461 personnes, parmi lesquelles on comptait 69,8 % d'actifs dont 59,6 % ayant un emploi et 10,2 % de chômeurs.

On comptait 20 074 emplois dans la zone d'emploi, contre 16 322 en 1999. Le nombre d'actifs ayant un emploi résidant dans la zone d'emploi étant de 13 481, l'indicateur de concentration d'emploi est de 148,9 %, ce qui signifie que la zone d'emploi offre un emploi et demi par habitant actif.

### Entreprises
Montélimar possède une antenne de la Chambre de commerce et d'industrie de la Drôme.
Au 31 décembre 2010, Montélimar comptait 3 985 établissements : 78 dans l’agriculture-sylviculture-pêche, 224 dans l'industrie, 445 dans la construction, 2 648 dans le commerce-transports-services divers et 590 étaient relatifs au secteur administratif.
En 2011, 403 entreprises ont été créées à Montélimar, dont 199 par des autoentrepreneurs.

#### Agriculture
En 1992 : céréales, vignes, apiculture (miel), truffes.
- Foire mensuelle[32].
- Foire exposition : du 20 au 28 mai[32].
- Marchés : mercredi, vendredi et samedi[32].
- Coopératives fruitière, laitière, agricole, céréalière[32].
- Fabrication de conserves[32].

La commune de Montélimar fait partie de la zone de production de plusieurs produits agricoles, ou issus de l'agriculture, protégés par un label : miel de Provence, ail de la Drôme, picodon, pintadeau de la Drôme, volailles de la Drôme, vingt-et-une sortes de vins, en IGP. Les « Vins de pays des coteaux de Montélimar » font partie des vins produits dans la commune. Un décret définissant les conditions de production de ses vins a été publié en septembre 2004.

#### Commerces
Au 31 décembre 2010, Montélimar comptait 900 commerces et réparation automobile, organisés autour d'un comité professionnel local, en contact avec la municipalité pour des créations d'évènements et animations du centre-ville. Notamment, est gérée une foire mensuelle, tous les seconds mercredis. Le marché hebdomadaire est également organisé le mercredi. Des marchés de quartiers ont également lieu le jeudi et le vendredi.

#### Industrie
Initialement spécialité locale, le nougat de Montélimar fait partie, aujourd'hui, des secteurs économiques importants de la commune. Près d'une vingtaine de confiseurs spécialisés dans la fabrication de cette gourmandise sont installés dans la commune[réf. nécessaire].

#### Services
La commune héberge l'une des quatre plates-formes logistiques d'Amazon d'une superficie de 36 000 m2.

#### Tourisme
- Syndicat d'initiative (en 1992)[32].

Par décret du 24 février 2009, la commune de Montélimar a été classée comme station de tourisme. L'hébergement proposé aux touristes est varié : 42 hôtels, pour la plupart en 3 ou 4 *, 15 campings, 28 chambres d'hôtes.
Plusieurs manifestations ont lieu, au cours de l'année, autour de l'artisanat local (Montélimar terra potier en avril), ou les productions agricoles (Montélimar couleur lavande). Côté musées, la commune dispose d'un espace culturel, le centre d'art Espace Chabran, tourné vers l'art contemporain, la fabrique de nougat de suprem-nougat, ainsi que le Palais des Bonbons et du Nougat.

## Culture locale et patrimoine

### Lieux et monuments

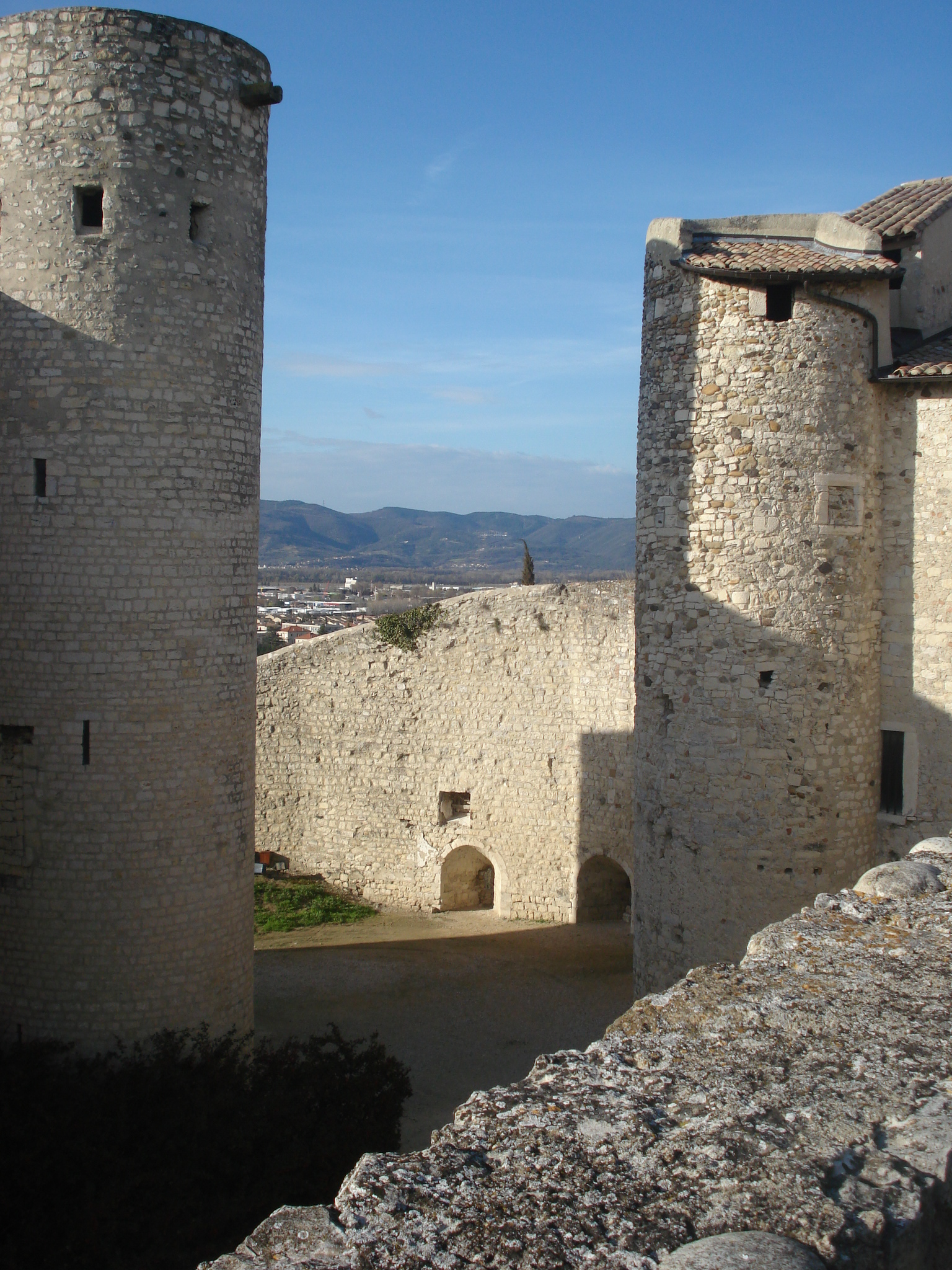
Le château des Adhémar.

- Château des Adhémar (MH) du XIIe siècle, modifié aux XIVe et XVIe siècles, avec la tour de Narbonne et la citadelle (donjon du XIIe siècle)[32].
- Chapelle Notre-Dame-de-la-Rose[32].

La chapelle est un édifice de style roman (XIIe et XIIIe siècles) situé près de la porte Saint-Martin. Partiellement détruit à la fin du XVIe siècle. La façade est reconstruite au XVIIe siècle dans le style baroque, avec adjonction de deux chapelles latérales.
- Chapelle Sainte-Marguerite du XIVe siècle (dans l'enceinte du château) : voûte en cul-de-four avec fresques (XVe siècle)[32].
- Vestiges de chemin de ronde[32].
- Ancienne collégiale Sainte-Croix : abside du XVe siècle, clocher du XVIe siècle, pietà du XIe siècle[32].
- Couvent des trappistines de Maubec[32].
- Vieux quartiers : fenêtres à meneaux, escaliers à vis, ferroneries[32].
- La maison dite de Diane de Poitiers : façade, toitures, cabinet avec peintures murales (au premier étage) (IMH) des XVe et XVIe siècles[32].
- Anciens hôtels particuliers, maisons fortes[32].
- La Porte Saint-Martin (IMH) de 1763[32].
- Château de Serre du Parc (XVIIIe siècle)[32].
- Église Notre-Dame-du-Rhône de Montélimar[réf. nécessaire].
- Église Saint-James de Montélimar[réf. nécessaire].
- Temple protestant de Montélimar : ancienne chapelle du couvent des Ursulines, devenu bien national à la Révolution. L'édifice est attribué aux protestants en juillet 1802[131].
- La gare de Montélimar.

L'inventaire des monuments historiques recense une dizaine de lieux montiliens :
- Hôtel du Puy-Montbrun, « inscrit » depuis le 31 juillet 1989[132] ;
- Galerie d'arcades, « inscrite » depuis le 7 mai 1982[133] ;
- Hôtel de Chabrillan, « inscrit » depuis le 2 mars 1981[134] ;
- Collégiale Sainte-Croix, « inscrite » depuis le 13 mai 2008[135] ;
- Domaine de Serre-de-Parc, « classé » depuis le 30 mai 1997[136] ;
- Ensemble thermal gallo-romain (vestiges), « inscrit » depuis le 31 juillet 1986[137] ;
- Tour de Narbonne, « classée » depuis le 5 octobre 1938[138] ;
- Porte Saint-Martin, « inscrite » depuis le 11 octobre 1930[139] ;
- Maison dite de Diane de Poitiers, « inscrite » depuis le 28 décembre 1956[140] ;
- Château des Adhémar ou des Papes, « classé » depuis 1889[141]. C'est un important exemple d'architecture médiévale de la moyenne vallée du Rhône.

Parmi ses éléments architecturaux : une chapelle du XIe siècle et un logis du XIIe siècle au décor exceptionnel.
Il accueille depuis 2000 un centre d'art contemporain. Depuis sa création, une cinquantaine d’expositions temporaires ont été réalisées avec des artistes de renom (John Armelder, Daniel Buren, Felice Varini, Ann Veronica Janssens, Olga Kisseleva…) et de jeunes créateurs (Delphine Balley, Le Gentil Garçon, Marie Hendriks, Emmanuel Régent, etc.).
En outre, l'inventaire des monuments historiques recense à Montélimar 39 objets « classés ».

### Patrimoine culturel
- Musée : préhistoire, peintures, monnaies romaines (mairie)[32].
- Centre culturel[32].
- Théâtre municipal[32].
- Théâtre du Fust (marionnettes)[32].

Montélimar dispose de nombreux lieux culturels :
- le musée européen de l'aviation de chasse. L'avion le Bronco représente Montélimar dans les meeting aériens[144] ;
- le centre d'art contemporain du château des Adhémar ;
- le musée d'art contemporain Saint-Martin[145] ;

chaque été, depuis 2008, le Musée d'art contemporain Saint-Martin organise une exposition autour de grands noms de l'art contemporain : 2011 Bernard Cathelin, 2013 Pierre Boncompain, 2015 Fondation Maeght - estampes, 2016 Ben, 2017 Pop'art, 2018 donation Pierre Boncompain ;
- le musée de la Miniature[146] ;
- les microminiatures d'Anatoly Konenko ;
- le centre d'art espace Chabrillan[147] ;
- le Calepin espace théâtral[148] ;
- le Conservatoire de musique et de théâtre[149] ;
- la salle de spectacle auditorium Michel-Petrucciani ;
- le cinéma Art et essai des Templiers[97].

#### Montélimar et le cinéma
Montélimar a été le lieu de tournage de plusieurs films : 
- 1954 : Le Printemps, l'Automne et l'Amour de Gilles Grangier avec Fernandel ;
- 1994 : Les Braqueuses de Jean-Paul Salomé avec Clémentine Célarié et Catherine Jacob ;
- 1997 : Conte d'automne d'Éric Rohmer avec Béatrice Romand et Marie Rivière ;
- 2008 : Le Missionnaire de Roger Delattre avec Jean-Marie Bigard.

La commission du film Drôme Ardèche, basée à Montélimar, assure l'accueil des tournages en Drôme et en Ardèche. Elle a pour mission de favoriser et de susciter les activités de tournages et de post-production cinéma et audiovisuel[réf. nécessaire].

#### Montélimar dans la chanson française
Georges Brassens intitule l'une de ses chansons Montélimar en 1976. Cette œuvre critique violemment certains automobilistes qui, venus du nord, seraient nombreux à abandonner leur animal de compagnie dans la région de Montélimar, située entre Lyon et la mer Méditerranée, durant les mois d'été[réf. nécessaire].

#### Gastronomie
- Depuis le XVIIe siècle, Montélimar est la « capitale du nougat »[32]. Il s'agit d'une confiserie à base de miel et d'amandes, pouvant être enrobée et garnie de chocolat, de fruits secs ou d'autres friandises[réf. nécessaire].
- Le Farçon[32].
- La Charlotte des Adhémar (gâteau)[32].

### Personnalités liées à la commune

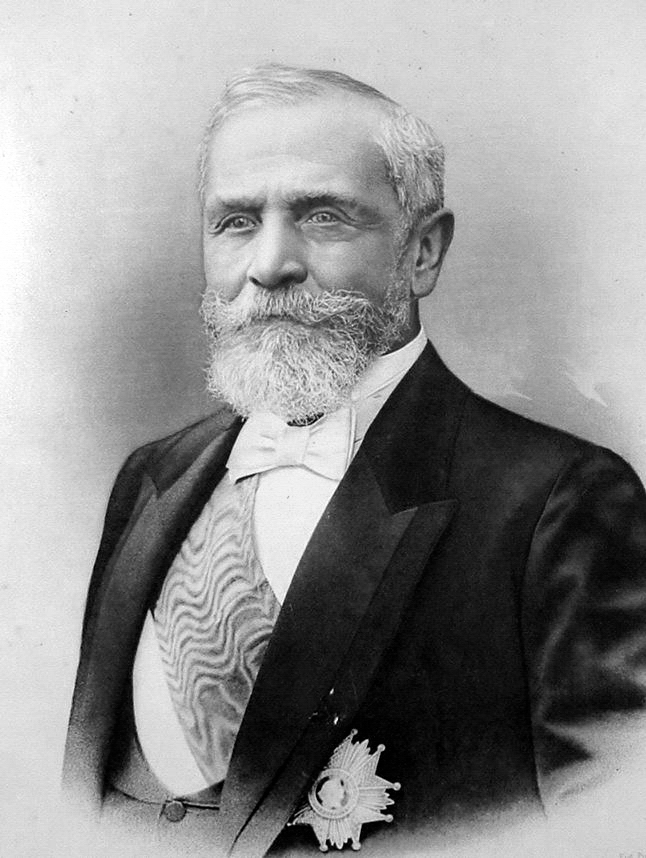
Président Émile Loubet.

- Beatritz de Dia (1175 à Montélimar-1225) : trobairitz.
- Margot Delaye : elle sauva la ville en avril 1570.
- René de Genas (1642 - 1742) : gouverneur de Montélimar.
- François-César de Moreton de Chabrillan (1701 à Montélimar-1776 à Montélimar) : général et maréchal de camp.
- Jean-Antoine d'Hilaire de Jovyac de Toulon de Sainte-Jaille (1731-1802), militaire et homme politique né à Montélimar, député de la noblesse aux États généraux de 1789.
- Jean-Louis Pellapra (1739 à Montélimar-1808 à Montélimar) : général des armées de la République.
- Jean-Joseph Menuret (1739 à Montélimar-1815) : médecin et encyclopédiste.
- Jean-Louis Cheynet (1741 à Montélimar-1809 à Montélimar) : homme politique.
- Barthélemy Faujas de Saint-Fond (1741 à Montélimar-1819) : géologue et volcanologue.
- Jean-Louis-Charles-François de Marsanne (1741 à Montélimar-1815 à Montélimar), militaire et homme politique, .
- Jean-Laurent-Justin de Lacoste du Vivier (1747 à Montélimar-1829 à Montélimar) : général.
- Barthélemy Sautayra (1748 à Montélimar-1793 à Montélimar) : homme politique, député de la Drôme.
- Joseph Antoine Boisset (1748 à Montélimar-1813): homme politique, député de la Drôme.
- Joseph-Valérian de Boisset (1750 à Montélimar-1824) : général de brigade des armées de la République.
- Jean-Jacques Aymé (1752 à Montélimar-1818) : avocat, procureur général syndic du département de la Drôme, député au Conseil des Cinq-Cents (1795-1797), déporté en Guyane après le 18 fructidor.
- François Hilarion Point (1759 à Montélimar-1798) : général des armées de la République, tombé au champ d'honneur à Popoli (Italie).
- Jean Vincent Autran (1764 à Montélimar-1813): colonel.
- Alexandre-Raymond Devie (1767 à Montélimar-1852) : évêque catholique.
- Louis Claude de Saulces de Freycinet (1779 à Montélimar-1842) : géologue et géographe.
- Daniel Nicolas (1796 à Montélimar-1863) : ancien député de la Drôme.
- Charles Sautayra (1804 à Montélimar-1867) : homme politique, député de la Drôme (1848-1851).
- Jean-Joseph Veye dit Chareton (1813 à Montélimar-1878) : général et homme politique.
- Jean Lamorte (1823-1884) : sous-préfet de Montélimar.
- Alfred Loudet (1836 à Montélimar-1898) : peintre.
- Émile Loubet (1838 à Marsanne-1929 à Montélimar) : président de la République française. Il repose au cimetière Saint-Lazare de Montélimar[150]
- Louis Deschamps (1846 à Montélimar-1902) : peintre.
- Édouard Bousquet (1879-1954), homme politique, député de la Lozère.
- Charles Flachaire (1887-1914), homme de lettres inscrit au Panthéon parmi les 560 écrivains morts pour la France
- Marx Dormoy (1888 à Montluçon (Allier)-1941 à Montélimar, assassiné) : homme politique.
- Henri Tourtet (1899 à Montélimar-1945) : commandant de la garnison de Fort-de-France, rallie l'île à la France libre en 1943. Lieutenant-Colonel, commandant le 5e Bataillon de Marche Antillais, il meurt pour la France le 15 avril 1945 à Saint-Georges-de-Didonne et est fait Compagnon de la Libération par décret du 28 mai 1945[151].
- Marie Teyssier (1899 à Montélimar-1993) : peintre.
- Charles Moulin (1909 à Montélimar-1992 à Montélimar) : acteur. Il repose au cimetière Saint-Lazare de Montélimar[150].
- Alain Borne (1915-1962) : poète, a vécu à Montélimar. La région a donné son nom à un lycée.
- Maurice Périsset (1922 à Montélimar-1999) : écrivain et éditeur.
- Michel Vauzelle (1944 à Montélimar) : homme politique.
- Thierry Cornillet (1951 à Montélimar) : homme politique.
- Michèle Rivasi (1953 à Montélimar-2023) : femme politique.
- Alain Michel (1953 à Montélimar) : pilote de side-car.
- Marianne James (1962 à Montélimar) : auteur-compositeur interprète, guitariste et actrice.
- Michel Petrucciani (1962-1999) : pianiste de jazz, a vécu à Montélimar. La commune a donné son nom à un auditorium.
- Franck Reynier (1962 à Montélimar) : homme politique.
- Jean-Marc Micas (1963 à Montélimar) : évêque catholique de Tarbes et Lourdes.
- Étienne Faure (1969 à Montélimar) : réalisateur, scénariste et producteur de cinéma français.
- Myriam Chomaz (1972 à Montélimar) : boxeuse.
- Ludovic Franceschet (1975 à Montélimar) : éboueur et vidéaste web.
- Coralie Delaume (1976 à Romans-2020 à Montélimar) : blogueuse, essayiste, journaliste à Marianne et au Figaro.
- Sylvain Guintoli (1982 à Montélimar) : pilote de vitesse moto.
- Charles Pic (1990 à Montélimar) : pilote de Formule 1.
- Tristan Flore (1995 à Montélimar) : pongiste.

### Héraldique, logotype et devise
En 1891, Les armes de la ville de Montélimar sont d'azur au monde cintré et croisé d'or.
| Armes de Montélimar | Les armes de Montélimar se blasonnent ainsi : De gueules au monde d'azur cintré d'argent bordé d'or et croisé du même. |